# Mudau
Mudau ist eine zum Neckar-Odenwald-Kreis gehörende Gemeinde in Baden-Württemberg. Sie gehört zur europäischen Metropolregion Rhein-Neckar.

## Geographie

### Lage
Die Gemeinde liegt im südöstlichen Odenwald zwischen Neckar und Main in der nördlichen Ecke des Neckar-Odenwald-Kreises an der Landesgrenze zu Hessen und Bayern (Dreiländereck). Das von ausgedehnten Wäldern bedeckte Gemarkungsgebiet liegt auf der sanft in Richtung Südosten zum Bauland hin abfallenden Buntsandstein-Hochfläche zwischen 240 m (Reisenbacher Grund) und 580 Höhe. Die höchsten Erhebungen befinden sich mit der Hart und dem Salzlackenkopf westlich von Reisenbach.
Viele Bäche entspringen hier auf der Wasserscheide zwischen Neckar und Main, darunter die Mud, die dem Marktflecken auch den Namen gegeben hat. In ihrem Unterlauf haben sie sich teils bis zu 200 m tief in den Buntsandstein eingegraben. Der Gabelbach, die Mud und das Steinbächlein fließen zum Main, der Reisenbach, der Trienzbach und die Elz zum Neckar.
Die Gemeinde hat ein eigenes Wasserversorgungssystem. Das Frischwasser wird aus vier Tiefbrunnen gefördert, mechanisch entsäuert und ohne sonstige Aufbereitung direkt an den Verbraucher weitergegeben. Der Ortsteil Mudau ist seit 1996 ein staatlich anerkannter Erholungsort im Naturpark Neckartal-Odenwald. Im Regionalplan ist Mudau als Kleinzentrum ausgewiesen.
Die nächstgelegenen Großstädte sind im Norden Frankfurt am Main, im Osten Würzburg, im Süden Heilbronn und im Westen Heidelberg und Mannheim. Mittelzentren wie Mosbach, die Kreisstadt des Neckar-Odenwald-Kreises, befinden sich etwa 20 km südlich, Eberbach gut 20 km westlich, Buchen rund 10 km östlich und Amorbach ungefähr 13 km nördlich entfernt.

### Gemeindegliederung
Die Gemeinde Mudau besteht aus den neun Ortsteilen Donebach (⊙), Langenelz (⊙), Mörschenhardt (⊙), Mudau (⊙), Reisenbach (⊙), Rumpfen (⊙), Scheidental (⊙), Schloßau (⊙) und Steinbach (⊙).
Zum Ortsteil Donebach gehören das Dorf Ünglert (⊙) und die Hofreite Ünglert, die zum Teil auch im Ortsteil Steinbach liegt. Zu den Ortsteilen Langenelz und Rumpfen gehören jeweils nur die gleichnamigen Dörfer. Zum Ortsteil Mörschenhardt gehören das Dorf Mörschenhardt, der Weiler Ernsttal (⊙) und das Schloss Waldleiningen. Zum Ortsteil Mudau gehören das Dorf Mudau und der aufgegangene Weiler Untermudau sowie die Siedlung „Neue Heimat“. Zum Ortsteil Reisenbach gehören das Dorf Reisenbach, der Weiler Reisenbacher Grund (⊙) und seit 1977 ein Teil der Wüstung Unterferdinandsdorf (⊙). Zum Ortsteil Scheidental gehören die Dörfer Oberscheidental und Unterscheidental. Zum Ortsteil Schloßau gehören die Dörfer Schloßau und Waldauerbach (historisch auch Auerbach, ⊙). Zum Ortsteil Steinbach gehören das Dorf Steinbach und ein Teil des Weilers Ünglert.

### Einwohner und Gemeindegröße
Die Anzahl der Einwohner beträgt 4.915, was einer Einwohnerdichte von 47,6 EW/km² entspricht. Die Gemeindegröße ist 10.756 ha (Stand 04/2019). Damit ist Mudau flächenmäßig die zweitgrößte Gemeinde im Neckar-Odenwald-Kreis und eine der am dünnsten besiedelten Gemeinden von Baden-Württemberg.

## Geschichte

### Römische Vergangenheit
Zur Zeit der Römerherrschaft (etwa 98 bis 260) lag das Gemeindegebiet in der Provinz Obergermanien. Überreste des Neckar-Odenwald-Limes sind heute bei Schloßau und Scheidental zu sehen.
- Zur römischen Vergangenheit Mudaus siehe auch die separaten Artikel Kastell Oberscheidental sowie die Artikel zum Kastell Schloßau, dem Kleinkastell Seitzenbuche und dem Kleinkastell Zwing unweit von Schloßau gelegen.

Die römische Herrschaft währte bis zum Eindringen der Alamannen (um das Jahr 260), die in der Folgezeit das Land zwischen Main und Neckar besiedelten und beherrschten, jedoch zu Beginn des 6. Jahrhunderts ihrerseits unter die Herrschaft der Merowinger und später des Fränkischen Reichs gerieten.

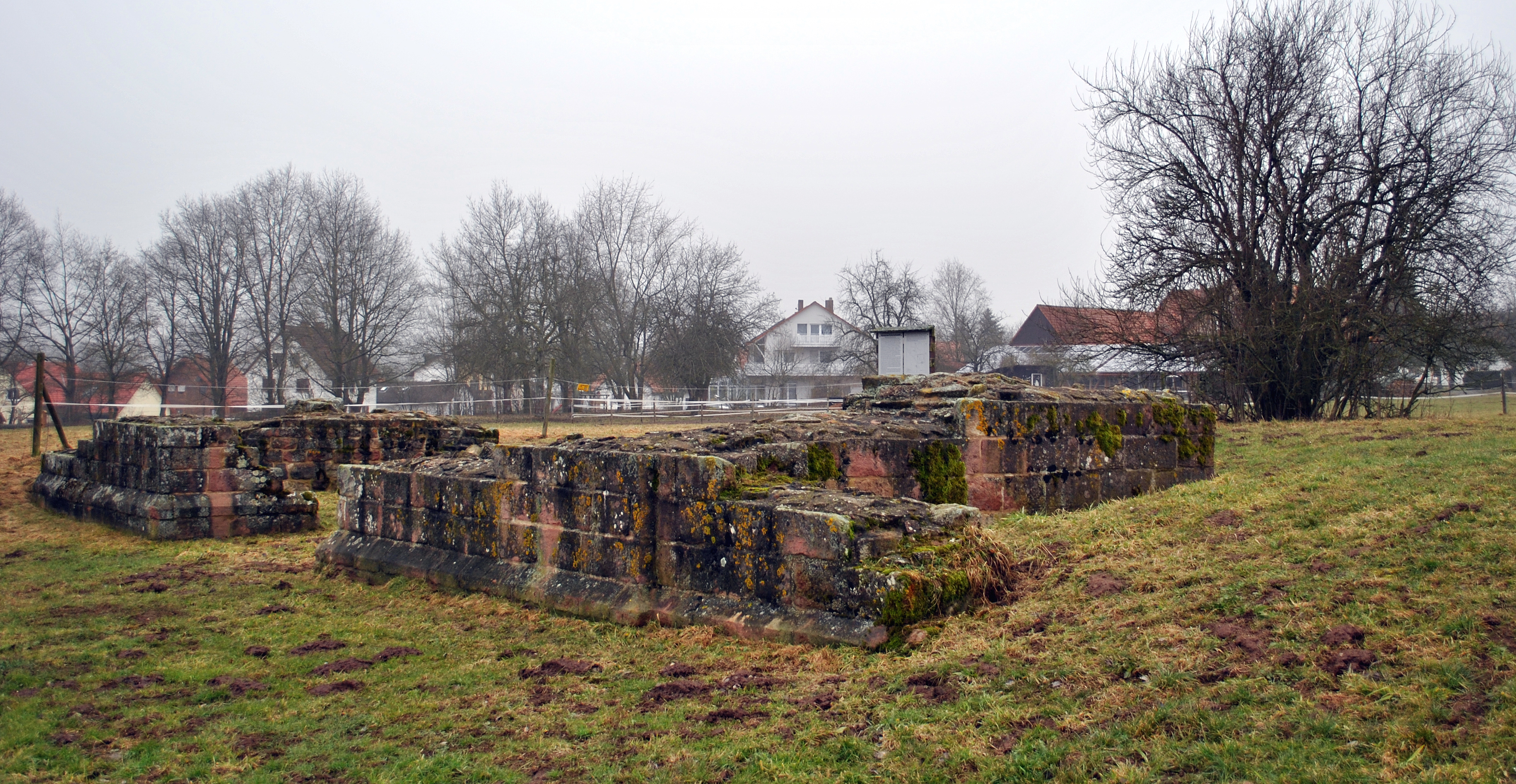
Kastell Oberscheidental

### Mittelalter und Frühe Neuzeit
Um das Jahr 1050 erwarb das Benediktiner-Kloster Amorbach ein Gebiet im Gau Wingarteiba im östlichen Odenwald, die „silva Otinwalt“ und ließ Rodungssiedlungen im Waldgebiet südlich von Amorbach anlegen. Die Ortschaften fanden hierdurch ihren Ursprung, unterstanden ab dem 12. Jahrhundert der Vogtei der Herren von Dürn und waren der nahe gelegenen Burg Wildenberg zugeordnet.
Erstmals urkundlich erwähnt wurde Mudau am 19. Mai 1271 anlässlich des Verkaufs der Burg Wildenberg mit den zugehörigen Dörfern Kirchzell, Buch, Preunschen, Donebach, Mörschenhardt, Schloßau und Mudau durch Ulrich von Dürn und seine Gemahlin Adelheid an das Erzstift Mainz. Dazu gehörten auch der Atzhof (ein Fronhof) ⊙ und der Gutshof Neuhof, der inzwischen abgegangen ist ⊙.
Mudau wurde Mittelpunkt des oberen Zent mit eigenem Verwaltungs- und Gerichtsbezirk, während Amorbach Sitz des unteren Zent war. Der obere Zent umfasste 27 Dörfer an dessen Spitze der Zentgraf stand, bei Gericht standen ihm 14 Schöffen aus den einzelnen Zentorten zur Seite. Im Jahre 1426 wurde Mudau von der Mutterpfarrei Hollerbach abgetrennt und eigenständiger kirchlicher Mittelpunkt mit 13 Filialen. Im Bauernkrieg von 1525 wurde das nahe gelegene Kloster Amorbach vom hellen Haufen um Götz von Berlichingen geplündert und die unverteidigte Burg Wildenberg zerstört. Im Dreißigjährigen Krieg marschierten Soldaten des Schwedenkönigs durch Mudau, nahmen hier Quartier und verursachten von 1632 bis 1634 große Schäden, infolge derer viele Mudauer an Hunger starben. Die Bevölkerung ging bis zum Ende des Krieges um gut zwei Drittel zurück: In Mudau waren von vormals 80 erwachsenen Männern nur noch 14 vorhanden, in Schlossau von 46 Mann nur noch vier, in Steinbach von 30 nur noch 1, in Steinbach von 15 nur noch drei, in Auerbach von zwölf nur noch vier, in Unterscheidenthal von elf oder zwölf nur noch einer, in Langenelz von 16 nur noch fünf und in Rumpfen waren nur noch zwei Bauern wohnhaft.
In sehr vielen größeren Orten wurden Schulen ins Leben gerufen. Verbürgte Nachrichten von einer regelmäßigen Volksschule finden sich zum Beispiel zu Steinbach erst seit Ende des 17. Jahrhunderts, als Kinder vom sechsten bis zum zwölften Lebensjahr per Verordnung von 1692 für schulpflichtig erklärt wurden.
Die Untertanen empfanden in dieser Zeit von allen zu leistenden Verpflichtungen das Fronwesen als das am bedrückendste. Erst Anfang des 19. Jahrhunderts konnte dies abgelöst werden, als eine Landesgesetzgebung eingriff und Abhilfe schuf.

### 19. Jahrhundert
Durch die Säkularisation gelangte Mudau 1803 durch den Reichsdeputationshauptschluss kurzzeitig an das Fürstentum Leiningen und war bis 1805 hochfürstliches leiningisches Justizamt, wurde jedoch 1805 mit seiner Zent dem Rentamt Buchen zugeschlagen. Dadurch verlor Mudau seine bis dahin bedeutende Stellung als Amtsort. Nach der Mediatisierung 1806 und dem Vertrag zur Rheinbundakte wurde Mudau ab 1807 formal Bestandteil des vergrößerten Großherzogtums Baden. In den nächsten Jahren trafen drei große Agrarkrisen die Region hart, von denen zwei Hungersnöte auslösten. Durch den Ausbruch des Vulkans Tambora in Indonesien kam es zum Jahr ohne Sommer das 1816 und 1817 zu großen Hungersnöten. Erst ab 1818 besserte sich die Situation wieder und führte bis 1821 zu sehr guten Ernteerträgen. Die Überproduktion von Nahrungsmitteln ließ die Marktpreise in der Zeitspanne von 1820 bis 1830 rapide sinken. Die zweite große Hungersnot fiel in die Jahre 1846 und 1847 und hatte ihren Grund im Auftreten der Kartoffelfäule und wetterbedingter Missernten. In der Märzrevolution von 1848 wurden das leiningische Hofgut Marienhöhe bei Buchen und das Rentamt in Ernsttal in Brand gesteckt. Die Rathäuser wurden gestürmt. 1849 wurden durch einen Großbrand – ausgehend von der Hauptstraße – 109 Gebäude zerstört, zwei Drittel von Mudau standen nicht mehr und 800 Einwohner waren obdachlos geworden. Die Bevölkerung war zwischen 1800 und 1847 um 52 % stark angewachsen, und die begrenzten landwirtschaftlichen Anbauflächen konnten viele Einwohner kaum noch ernähren. Das vorherrschende System des Anerbenrechts verstärkte die Not einzelner noch. Eine Vielzahl von Mudauer Familien wollte der Verelendung oder Hoffnungslosigkeit entkommen und suchte ihr Glück in der Fremde (Heidelberg, Mannheim oder Frankfurt) oder durch Auswanderung nach Afrika, Brasilien und Nordamerika. So gaben allein 765 Auswanderer aus dem Gemeindegebiet zwischen 1851 und 1870 ihre badische Staatsangehörigkeit auf. Finanziert wurde die teure Reise nach Übersee zum Teil aus Gemeindemitteln. Der preußisch-österreichische Krieg von 1866 brachte nach gut 50-jähriger Pause wieder Soldaten in die Gemarkung, ehe 1870/71 gut vier Dutzend Männer aus Mudau am Deutsch-Französischen Krieg teilnahmen. Um die Jahrhundertwende verbesserte sich das Gesundheitswesen und die allgemeine wirtschaftliche Lage deutlich. Eine Reihe von Schul- und Rathausneubauten in den Ortschaften wurden initiiert. Daneben setzte eine wirtschaftliche Umstrukturierung der Bevölkerung ein, neben den traditionellen Gruppen der Selbständigen vergrößerte sich die Schicht der lohnabhängigen Arbeiter.

### 20. Jahrhundert
Dann kam der 1. Weltkrieg (1914–1918), bei dem alle wehrfähigen Männer der Gesamtgemeinde unter Waffen standen, von denen 236 starben oder für vermisst erklärt wurden (die Ehrentafeln in den einzelnen Ortschaften zeugen noch heute davon). Die verbliebenen Einwohner mussten sich arg einschränken, Lebens- und Genussmittel wurden rationiert und die Hungerjahre 1917/18 folgten. Nach dem Krieg war nichts mehr wie zuvor. Dem Frieden mit dem Diktat von Versailles folgten Repressalien die in den Staatsbankrott von 1923 mündeten und eine Geldentwertung und Hyperinflation zur Folge hatte. Die Einwohner kämpften wieder ums Überleben. Die Mudauer ließen sich jedoch nicht unterkriegen, was das große Heimatfest im Jahre 1927 bewies. Mit der Machtergreifung 1933 wurde am Rathaus die Hakenkreuzfahne gehisst und eine lange Phase des politischen Katholizismus fand sein Ende. Es folgte die Auflösung sämtlicher Parteien, Verbände und Vereine. Der Bürgermeister wurde von oben her „bestimmt“ und 1936 kurzerhand die Ortschaften Donebach und Langenelz nach Mudau eingemeindet. Dazu wurde 1935 Unter- und Oberscheidental zur Einheitsgemeinde Scheidental vereinigt; Schloßau, Waldauerbach und Mörschenhardt zur Einheitsgemeinde Schloßau sowie 1936 Rumpfen, Stürzenhardt und Steinbach zur Einheitsgemeinde Steinbach. Der Schrecken des 2. Weltkrieges begann 1939 und endete erst am 30. März 1945 mit der Eroberung Mudaus durch die Amerikaner, bei der ein Artillerietreffer der SS den Turm der Pfarrkirche traf. 329 Soldaten aus der Gesamtgemeinde ließen im Kampf oder in der Gefangenschaft ihr Leben. Bis zum September 1945 waren amerikanische Truppen in Mudau, bestellten einen neuen Bürgermeister und begannen mit der sogenannten Entnazifizierung der Einwohner. Das zerstörte Schulhaus musste wieder aufgebaut werden, Flüchtlinge aus den Ostgebieten aufgenommen und integriert werden. Eine enorme Kraftanstrengung war vonnöten, die Siedlung „Neue Heimat“ entstand ab 1949. Der Wirtschaftsaufschwung in den 50er Jahren folgte und ließ die Gemeinde neu erblühen. Im Jahre 1959 wurde die Odenwaldhalle gebaut und dient noch heute als Veranstaltungs- und Turnhalle. Nachdem zuvor noch geschlossene Gruben zur Sammlung des häuslichen Abwassers genutzt wurden, errichtete die Gemeinde von 1959 bis 1962 die erste Kläranlage in Mudau. Es folgten die Kläranlagen in Steinbach und Schlossau. Der Neubau der Grund- und Hauptschule in Mudau (1967) mit Erweiterungsbau (1979) sowie der Grundschule in Schloßau (1965) mit Turnhalle und Schwimmbecken (1973) folgten. Im Juli 1984 zog die Gemeindeverwaltung in das sanierte und zum neuen Rathaus umgebaute ehemalige Schulhaus. Einzelne Wirtschaftsbetriebe siedelten sich an, bieten den Einwohnern jedoch nicht genügend Beschäftigungsmöglichkeiten, so dass die Auspendlerrate hoch ist. Das Vereinsleben ist rege.

### 21. Jahrhundert
Im neuen Jahrtausend folgten neue Baugebietserschließungen (weitere Bauabschnitte im Brückengut in Mudau, am Rumpfener Buckel, das Burggewann in Schloßau oder im Neuhof in Donebach), Ortskernsanierungen und Umgehungsstraßen. Seit 2005 ist im Mudauer Rathaus eine Außenstelle des UNESCO-Geoparks untergebracht und seit 2010 gibt es drei Windkraftanlagen auf der Steinbacher Höhe zur alternativen Energiegewinnung. Im Fremdenverkehr spielt der Tagestourismus noch immer eine größere Rolle als der Ferienaufenthalt.

### Die Märkte
Die Märkte waren schon früh ein wichtiges wirtschaftliches Rückgrat von Mudau, dadurch hatte Mudau die Bedeutung einer Minderstadt. Im Jurisdiktionalbuch von 1668 wird von zwei privilegierten Jahrmärkten auf den Laurentiustag und den Dreikönigstag berichtet. Auch Viehhandel wurde betrieben. Im 17. Jahrhundert wurde Mudau wichtiger Marktort mit mehreren Jahr- und Viehmärkten. Durchgeführt wurden die Märkte auf dem Platz vor dem alten Rathaus, am Strohmarkt (beim „Lamm“), später auf dem großzügeren Platz vor der ehemaligen Gaststätte, dem „Deutschen Haus“. 1780 gab es drei Jahrmärkte und sechs Viehmärkte, um 1790 wuchs die Zahl der Viehmärkte auf 16. Im Jahre 1804 musste sogar eine „Viehmarkts Ordnung für den Hochfürstlichen Leiningischen Marktflecken Mudau“ erlassen werden. Im Jahr 1817 hatte Mudau 16 Viehmärkte, drei Krämermärkte (19. März Josef, 10. August Laurentius, 19. September Michaeli) und einen Leinwandmarkt am 22. Juli. Ob der Märkte in Beerfelden, Adelsheim, Mosbach und Eberbach wurde die Anzahl der Viehmärkte 1838 auf 20 erhöht. Im Jahre 1856 waren es wieder 16 Viehmärkte, bei denen auch erste Produkte des ab den 1850er Jahren neu eingeführten Gewerbes der Strohflechterei angeboten wurden. Der 1. Weltkrieg und die besser werdenden wirtschaftlichen Verhältnisse mit besseren Transportmöglichkeiten haben die Viehmärkte zum Erliegen gebracht. Mitte des 20. Jahrhunderts hatte Mudau noch zwei Krämermärkte, den Josefsmarkt am 19. März und den Martinimarkt Mitte November.
Im Jahr 1989 ließ der Bund der Selbständigen (BdS) die Tradition des Laurentiusmarktes (3. Wochenende im September) wieder aufleben. Seit 2006 gibt es auch wieder einen Bauernmarkt.

### Die Mundart
Die Mundart ist südfränkisch (manchmal auch odenwäldisch genannt) mit starken Einflüssen des Kurpfälzischen. Beispiele, wie man hier sprach und zum Teil noch spricht, sind im Bezirksmuseum Buchen archiviert:
- „Der Eisig“, gesprochen von Harald Grimm
- „Mim Ziechwächele unnerwegs“, Gedicht von Amalie Grimm, gesprochen von Hans Slama

### Eingemeindungen
Am 1. September 1971 wurde Mörschenhardt eingemeindet. Am 1. Januar 1973 folgte Rumpfen, am 1. Januar 1974 Scheidental und Langenelz sowie am 1. März 1974 Donebach. Am 1. Januar 1975 war die Gemeindereform mit dem zwangsweisen Zusammenschluss von Mudau, Reisenbach, Schlossau und Waldauerbach und zur neugebildeten Gemeinde Mudau abgeschlossen. Am selben Tag kam Steinbach hinzu.

### Wappen der Ortsteile

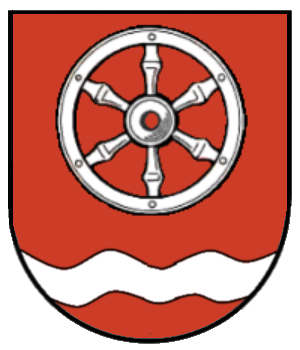
Donebach
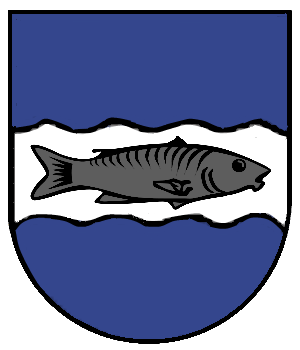
Langenelz
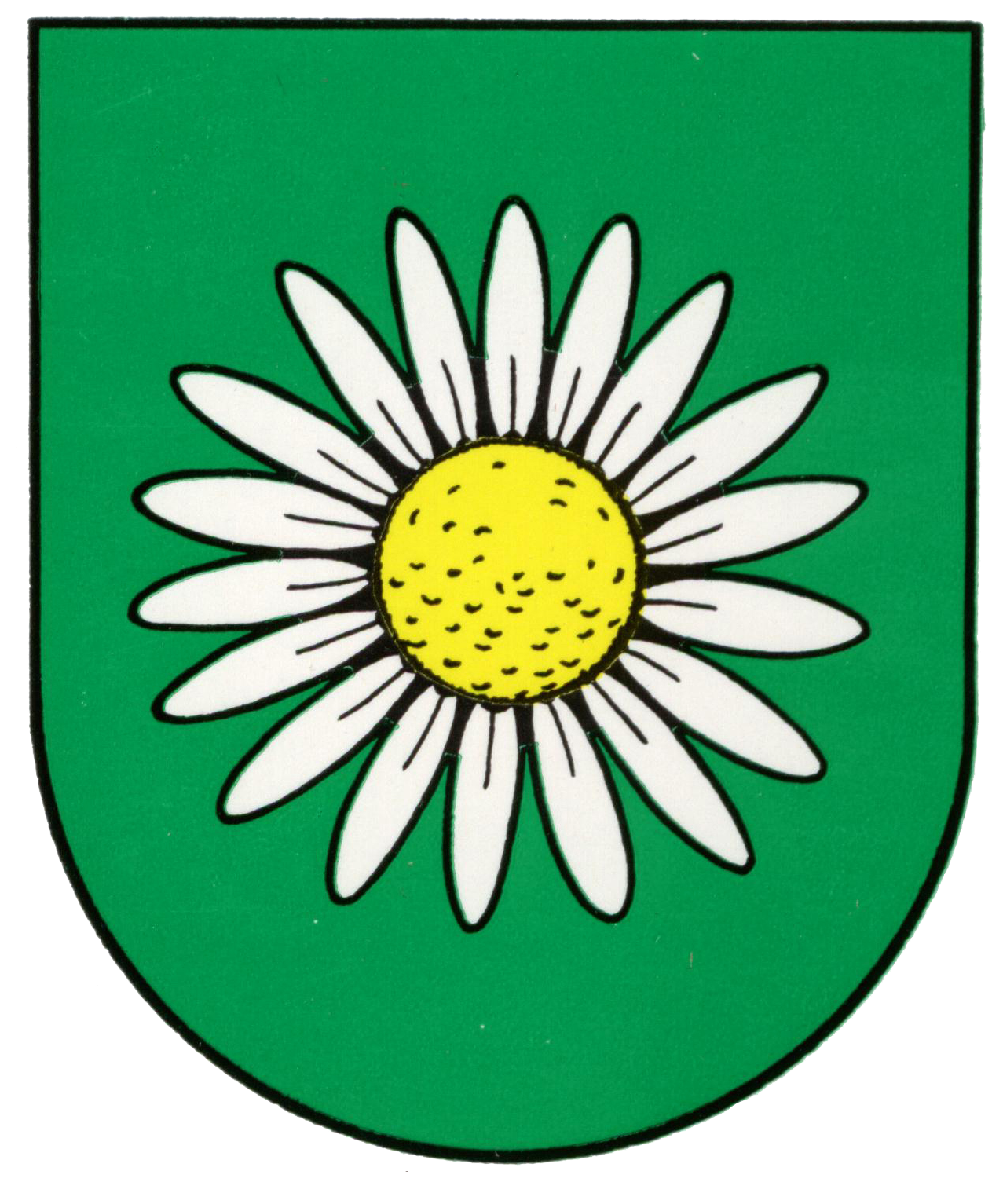
Mörschenhardt
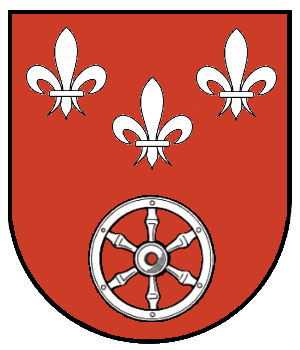
Reisenbach
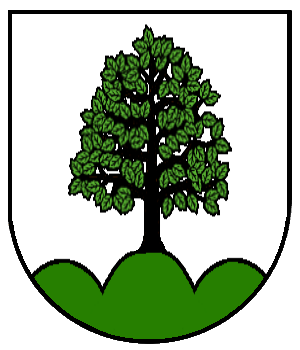
Rumpfen
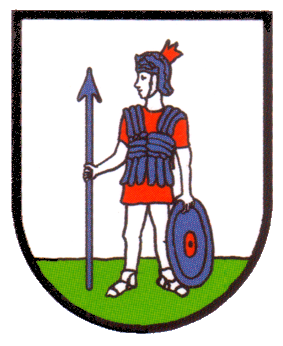
Scheidental
Schloßau
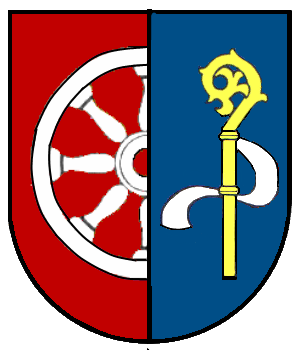
Steinbach

## Religionen
Durch die Zugehörigkeit zu Kurmainz war die Bevölkerung früher fast ausschließlich römisch-katholisch. Heute sind ungefähr 90 % römisch-katholisch und 6 % evangelisch. Es gibt zwei römisch-katholische und eine evangelische Gemeinde in Mudau. Zudem gibt es mit der Christian Community International Mudau eine freikirchliche Gemeinde. Von 1899 bis 1981 gab es in Mudau ein Schwesternhaus der Barmherzigen Schwestern des hl. Dominikus (Neusatzeck), in der der ambulante Krankendienst, die Kinderschule und ein Altersheim untergebracht war. In den Ortschaften Donebach, Langenelz, Mudau, Scheidental, Schlossau, Steinbach und Reisenbach gibt es Friedhöfe.

## Politik

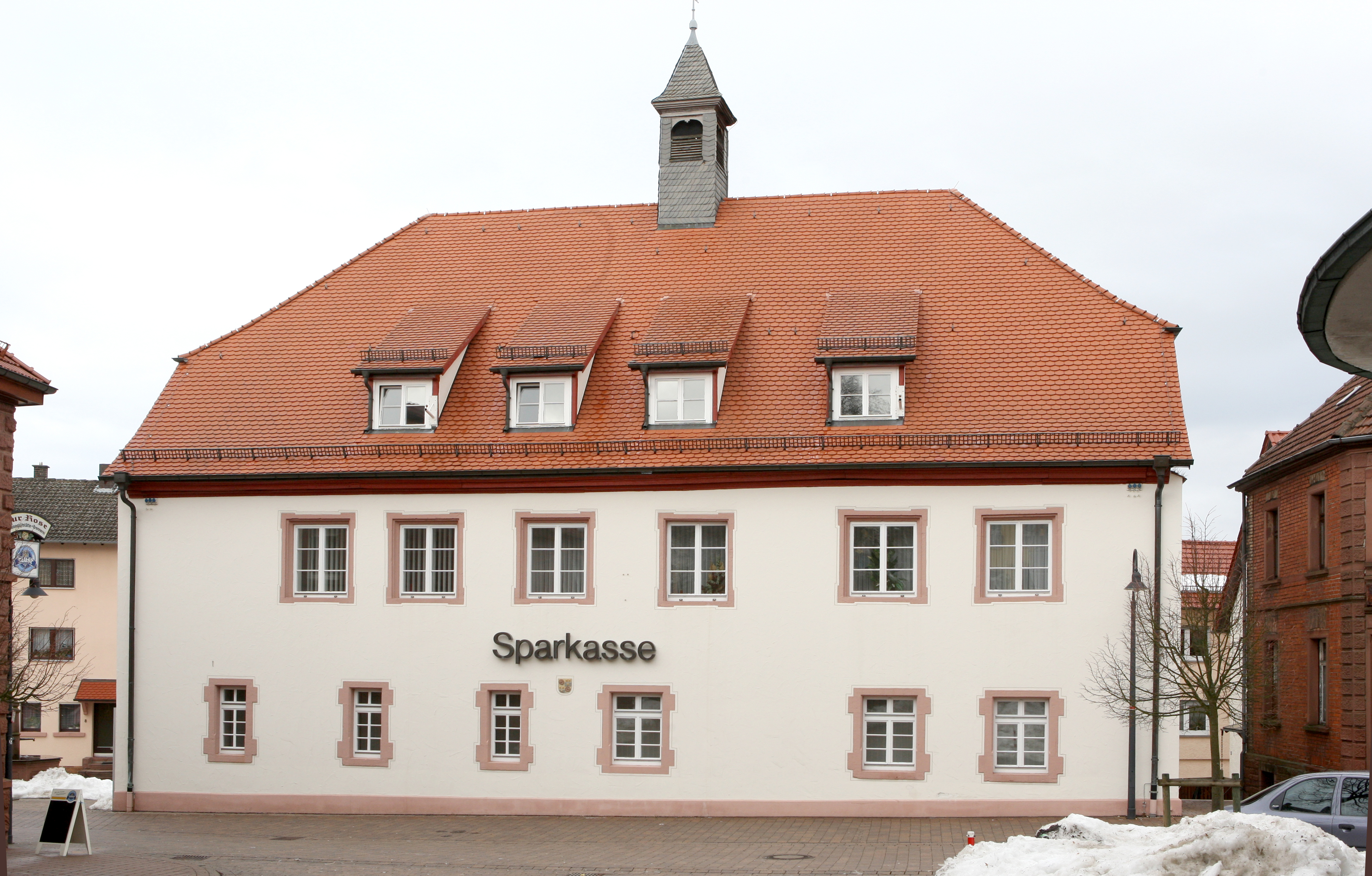
Altes Rathaus in Mudau (heute: Sparkasse)

### Zentgraf
Bis ins Jahr 1782 sicherten die Zentgrafen den Einfluss des absolutistischen Fürstentums, hiernach wurden die Aufgaben dem Vogt (Schultheiß) übertragen.
Namentlich überliefert sind Hans von Gochsheim (um 1470), Hans Repff (1513), Wolf Srurig (um 1560) und Zentgraf Heimbach (um 1770).

### Bürgermeister
Die namentlich überlieferten Schultheißen (Bürgermeister) von Mudau seit 1650 waren:1650: Johann Escheid, 1728: Peter Link, 1776: Valentin Münch, 1779: Joh. Val. Leyer, 1786: Johann Joseph Pfaff.
Die Bürgermeister von Mudau seit dem Übergang an Baden:
1. 1806–1812: Johann Joseph Pfaff
2. 1812–1833: Johann Hauck
3. 1833–1840: Pankraz Link
4. 1841–1856: Franz Grimm
5. 1856–1856: Andreas Knapp
6. 1857–1869: Karl Oeden
7. 1870–1884: Wilhelm Schäfer
8. 1884–1905: Isidor Linz
9. 1905–1919: August Burkhardt
10. 1919–1933: Otto Link
11. 1933–1945: Melchior Kinzig
12. 1945–1948: Karl Breunig
13. 1948–1979: Erich Bucher
14. 1980–2004: Wilhelm Schwender
15. 2004–heute: Norbert Rippberger

### Gemeinderat

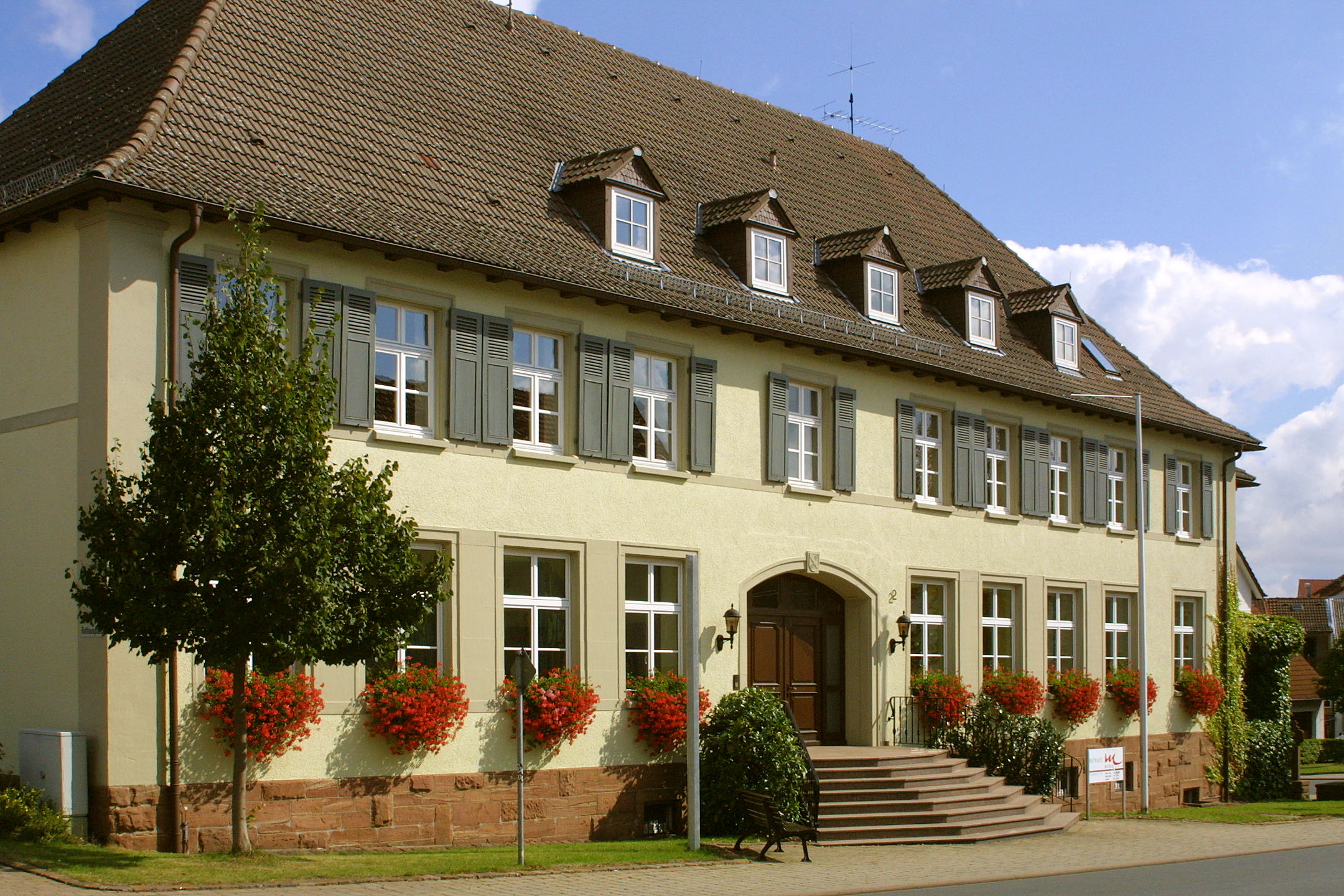
Neues Rathaus in Mudau (seit 1984)

Der Gemeinderat in Mudau hat 18 ehrenamtliche Mitglieder, die für fünf Jahre gewählt werden. Die Zahl der Mitglieder kann sich durch Ausgleichssitze erhöhen oder verringern (2019: 17 Sitze; 2014: 18). Hinzu kommt der Bürgermeister als stimmberechtigter Gemeinderatsvorsitzender.
Dabei garantiert die Unechte Teilortswahl den Ortsteilen eine festgelegte Anzahl von Sitzen: Aus Mudau kommen mindestens sechs, aus Schloßau/Waldauerbach mindestens drei, aus Scheidental mindestens zwei, sowie aus Donebach/Ünglert, Langenelz, Mörschenhardt/Ernsttal, Reisenbach, Rumpfen und Steinbach jeweils mindestens ein Gemeinderat.
Die Kommunalwahl am 9. Juni 2024 führte zu folgendem Ergebnis (mit Vergleichszahlen voriger Wahlen):
| Gemeinderat 2024               | Gemeinderat 2024 | Gemeinderat 2024 | Vorige Wahlen   | Vorige Wahlen    |
| ------------------------------ | ---------------- | ---------------- | --------------- | ---------------- |
| Partei / Liste                 | Stimmenanteil    | Sitze            | 2019            | 2014             |
| CDU/BL                         | 39,9 %           | 7                | 53,5 %, 9 Sitze | 66,9 %, 12 Sitze |
| Freie Unabhängige Bürger (FUB) | 60,1 %           | 11               | 46,5 %, 8 Sitze | 33,1 %, 6 Sitze  |
| Wahlbeteiligung                | 69,5 %           | 69,5 %           | 67,5 %          | 57,5 %           |

### Wappen
In Rot ein silberner (weißer) Wellenschrägbalken, begleitet von je einem sechsspeichigen silbernen (weißen) Rad. Der Wellenbalken symbolisiert die Lage der Gemeinde im Quellbereich des Mudbaches. Die Räder und die Tingierung weisen auf das Wappen des Erzstiftes Mainz hin.

## Wirtschaft und Infrastruktur

### Verkehr
Zugverbindung

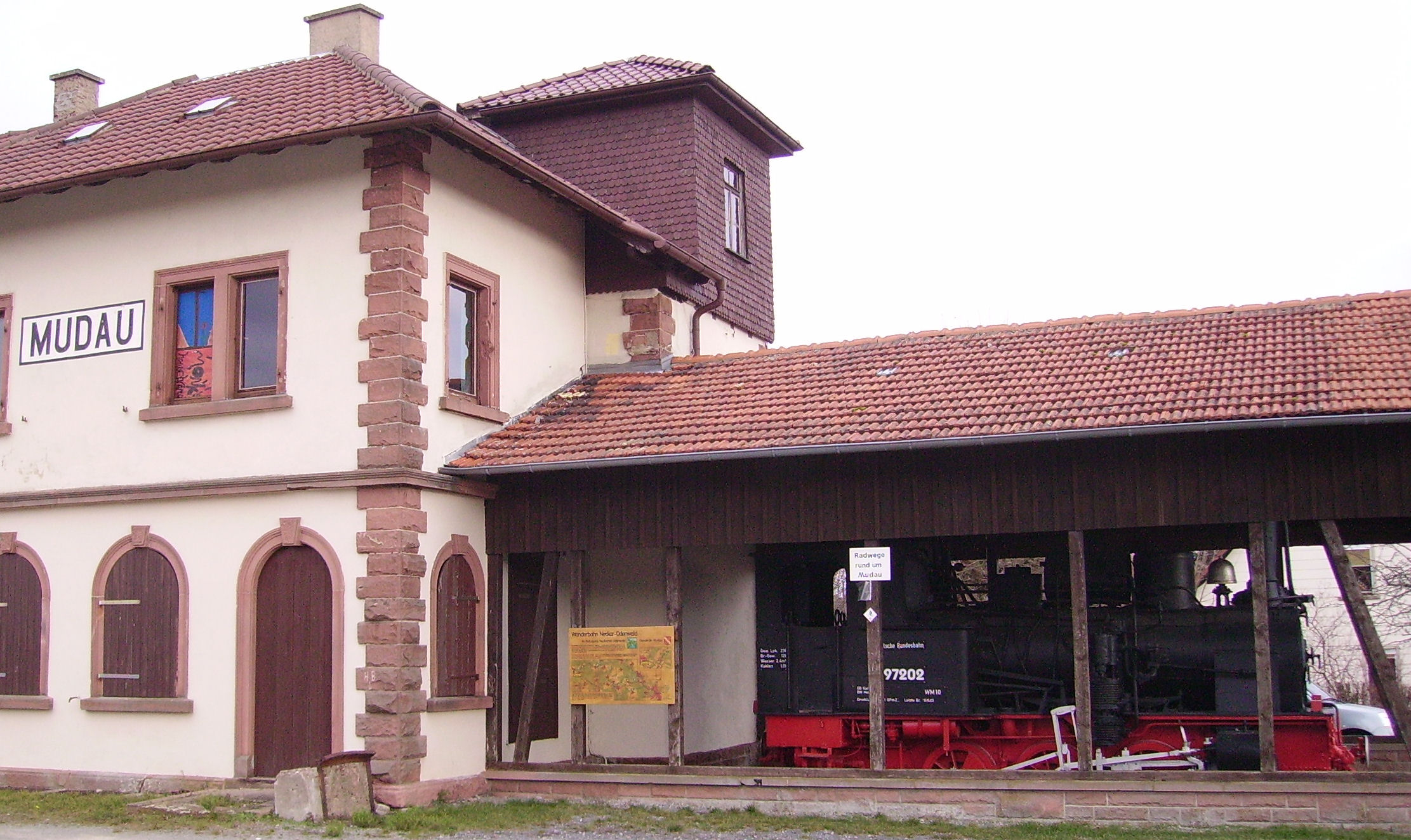
Alter Bahnhof mit Dampflok 99 7202

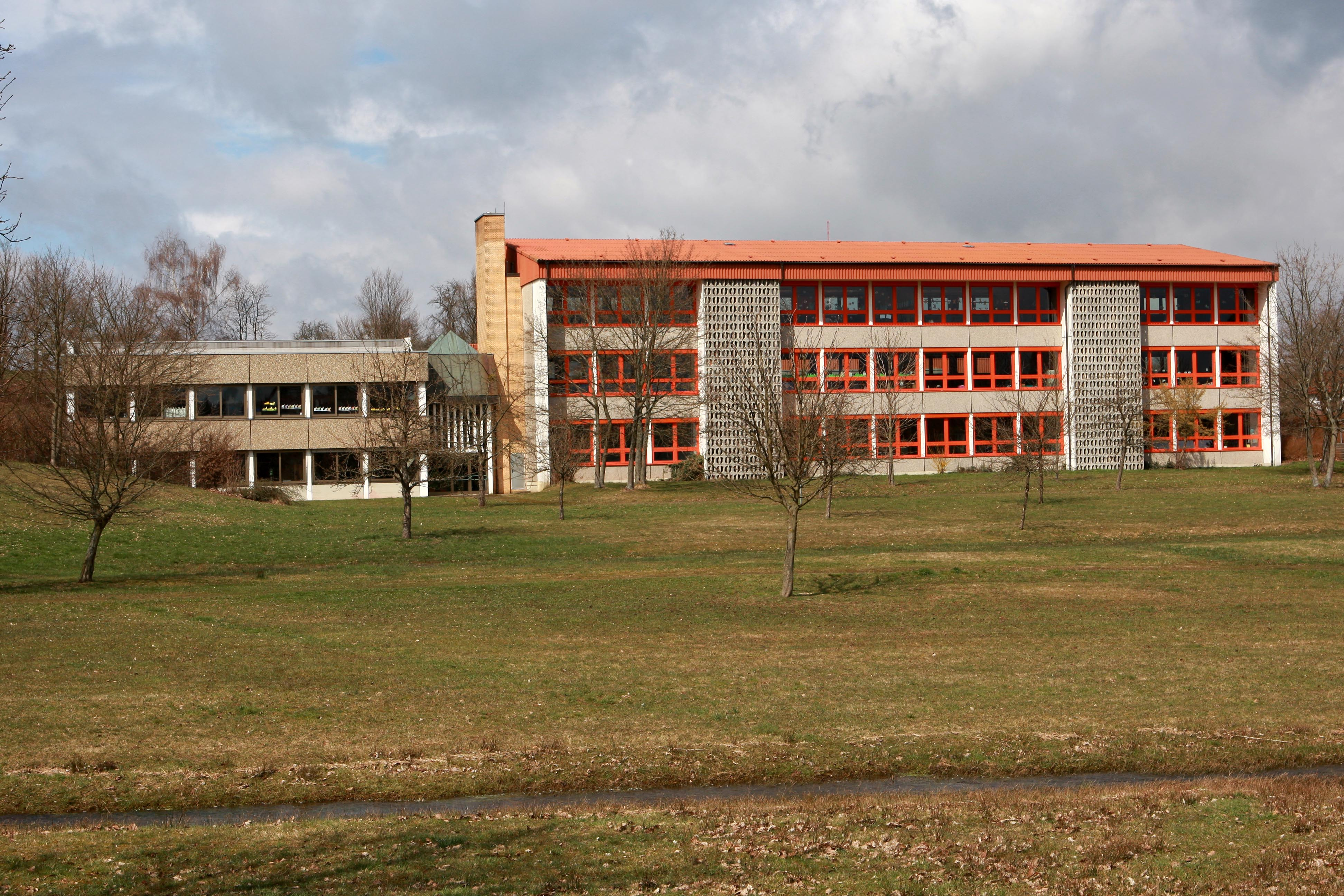
Grundschule in Mudau

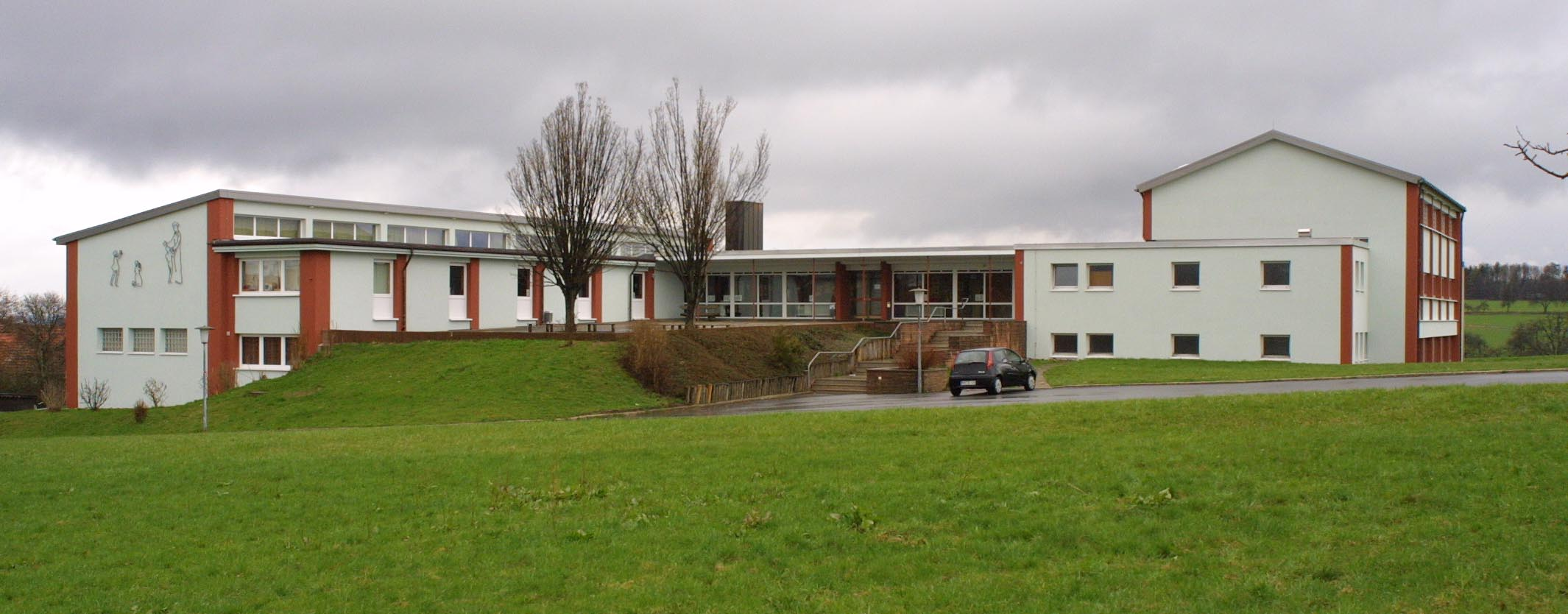
Grundschule in Schloßau

Mudau war von 1905 bis 1973 Endpunkt einer heute abgebauten Schmalspurbahn, des Odenwaldexpresses, die von Mosbach ausging. Auf der ehemaligen Bahntrasse wurde am 8. Juni 1980 eine Rad-Wanderbahn eingeweiht. Heute ist der Ort über eine Buslinie an den Bahnhof der S-Bahn Rhein-Neckar in Eberbach angebunden.
Straßen
Die durch die Gemeinde führenden Landstraßen L523, L524, L585 und L615 und Kreisstraßen K2311, K3916, K3918, K3921 und K 3969 verbinden die Ortschaften mit den umliegenden Mittelzentren.
Radverkehr
Die touristischen Radrouten sind unter Freizeiteinrichtungen aufgeführt.

### Ansässige Unternehmen
In früheren Jahren gab es in Mudau überwiegend Landwirte, die im Nebenbetrieb meist noch einem Handwerk nachgingen. Heute befinden sich in der Gemeinde mehrere Betriebe der Metall- und Holzverarbeitung.

### Bildungseinrichtungen
Im Kernort in Mudau sowie im Ortsteil in Schloßau gibt es je eine Grundschule. Die bis 2018 bestehende Grund- und Hauptschule (mit Werkrealschule) in Mudau fiel dem demografischen Wandel zum Opfer. Zudem gibt es zwei Kindergärten (in Mudau und Schloßau).

### Gesundheit
In Mudau gibt es zwei Hausärzte, zwei Zahnärzte und eine Apotheke. Altenpflegeheime befinden sich in Mudau und Steinbach sowie eine Fachklinik für psychosomatische und psychovegetative Erkrankungen in Waldleiningen. Dazu besteht in Mudau noch eine Tierarztpraxis.

### Freizeiteinrichtungen
Freizeitanlage Weller
In der Freizeitanlage Weller steht ein Minigolf-Parcour, Kneipp-Becken und Boulebahnen für familienfreundliche Erholung.
Golfplatz 
Eingebettet in Wald und Wiesen entstand 1993 die Golfanlage in Mudau mit 92 ha Größe. Sie bietet neben einem 18-Loch-Platz einen Kurzplatz, überdachte Driving Range, Putting-Grün, Übungsbunker sowie ein Clubhaus mit Bewirtung.
Im Jahr 2020 stellte der ortsansässige Golfclub Mudau e. V. einen Antrag auf die Eröffnung eines Insolvenzverfahrens. Bereits im September desselben Jahres wurde bekannt, dass ein Golfanlagenbetreiber aus Riedstadt den Golfplatz übernehmen wird, um eine Golf- und Freizeitanlage zu errichten. Die Umbaumaßnahmen dauern an und beinhalten unter anderem eine Anlage für Fußballgolf.
Hochseilgarten

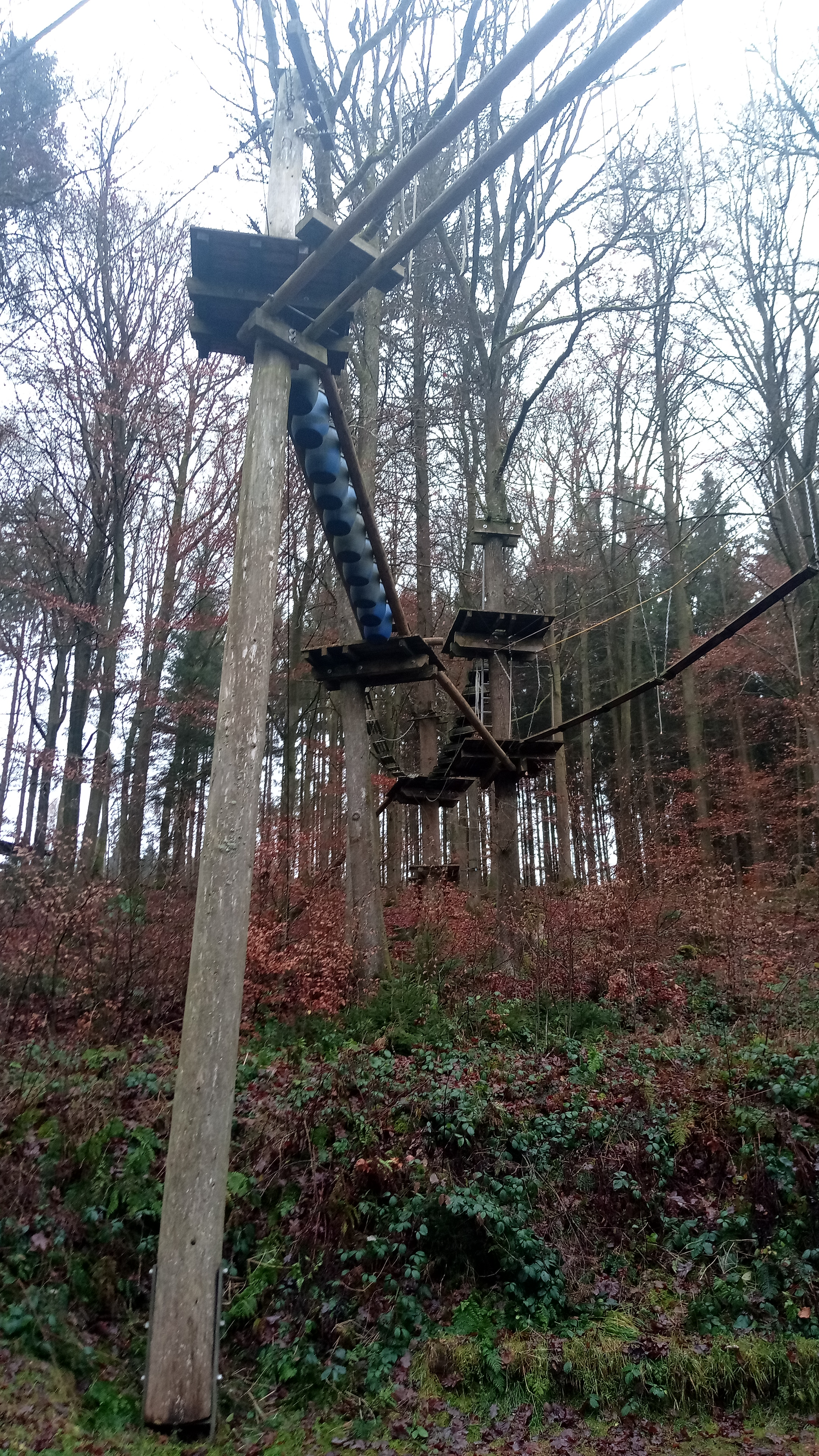
Hochseilgarten in Steinbach

Der Hochseilgarten in dem Waldgelände in Steinbach (Eventure Park) ist eine Kombination von Naturseilgarten, bei dem die Übungen zwischen lebenden Bäumen angebracht werden, und frei gebauter Anlage.
Laufzentrum „Der Neuhof Dreier“
Für Nordic-Walking und Joggingbegeisterte wird im Ortsteil Mudau ein beschildertes Laufzentrum mit dem Namen „Der Neuhof Dreier“ angeboten.
Mundartwanderweg
Von Mosbach-Neckarelz über Mudau nach Hardheim führt der Mundartwanderweg. Er ist ein grenzüberschreitendes Gemeinschaftsprojekt der Regionen Badisch-Franken und Neckartal-Odenwald sowie der bayerischen Odenwald-Allianz.
Radwanderwege
Durch Mudau führen folgende Radwanderwege:
- Der 225 km lange 3-Länder-Radweg führt als Rundweg durch das Dreiländereck von Hessen, Baden-Württemberg und Bayern. Entlang von Mümling, Neckar und Main erkundet die Route den Odenwald.
- Der Burgenstraßen-Radweg verläuft über ca. 1.200 Kilometer parallel zur Touristenroute Burgenstraße zwischen Mannheim und Prag.
- Der Odenwald-Madonnen-Radweg führt über 135–160 Kilometer durch den Odenwald, das Neckartal und die Rheinebene.
- Der Radweg auf der Wanderbahn (auf der ehemaligen Bahnstrecke) führt über 27 km von Mosbach nach Mudau. 300 Höhenmeter sind zu überwinden.[15]

Schwimmbad
Das Schwimmbad im Ortsteil Schloßau ist mittwochs und samstags für die Öffentlichkeit geöffnet.
Ski-Langlaufroute
Freunde des Langlaufsports können im Winter in Reisenbach auf extra gespurten Loipen Ski fahren (aktuelle Wetterlage beachten).
„Smart Pfad“

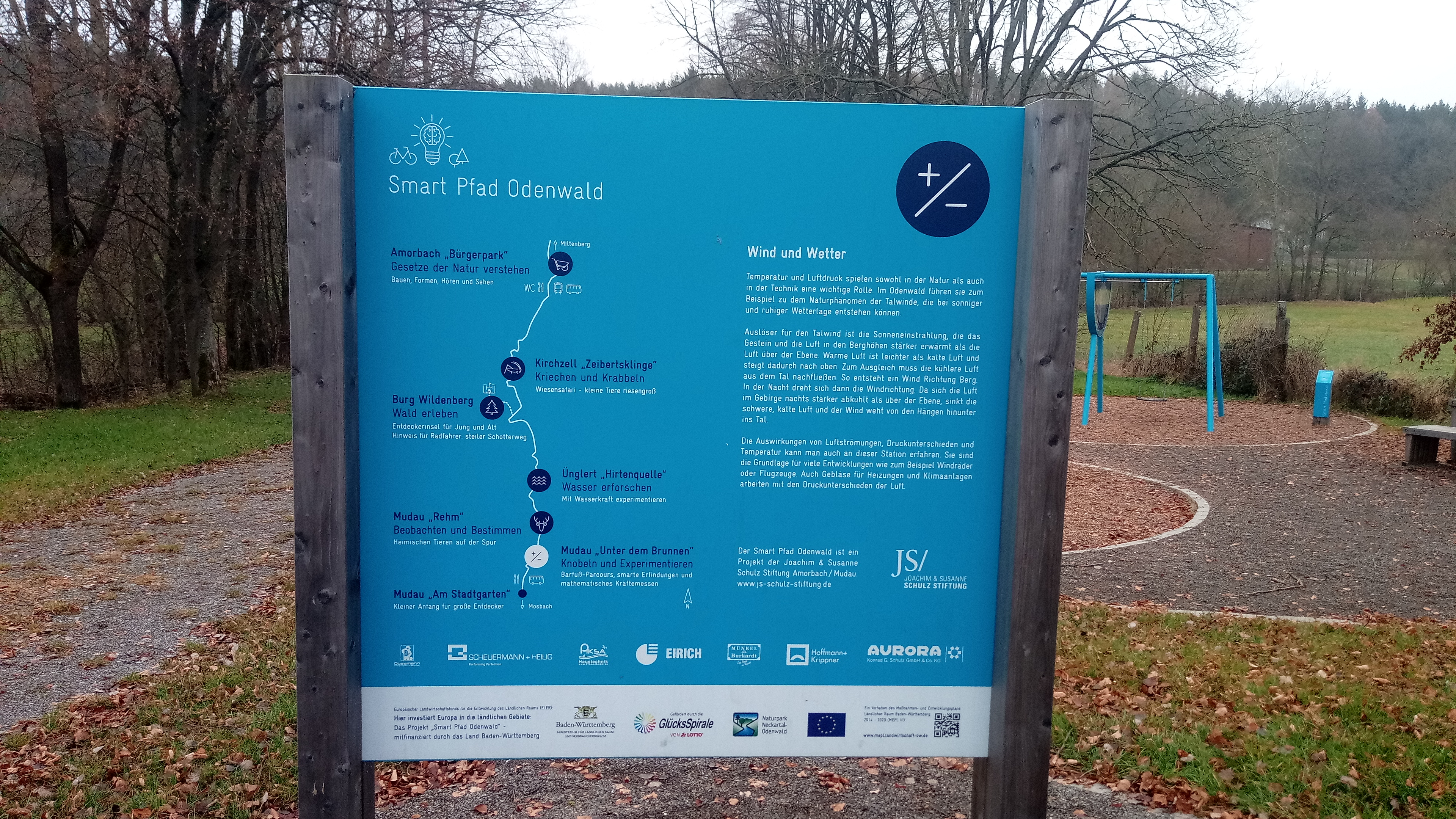
Smart Pfad Odenwald

Der „Trimm-dich-smart-Pfad“ ist eine 15 km lange Erkundungstour mit 8 Stationen und 45 Exponaten aus dem MINT-Bereich von Mudau bis nach Amorbach. Es ist der erste Pfad dieser Art in Deutschland, auf dem technische und naturwissenschaftliche Phänomene auf spielerische Weise erlebbar gemacht werden.
Tennisplatz
In Mudau gibt es eine kleine Tennisanlage und einen Tennisverein, den TC Rot-Weiß Mudau e. V.
Wanderwege
Rund um Mudau laden über 240 km an ausgeschilderten Wanderwegen ein, die frische Odenwälder Luft zu genießen und viel Interessantes in und rund um Mudau zu entdecken.

## Kultur und Sehenswürdigkeiten

### Bauwerke

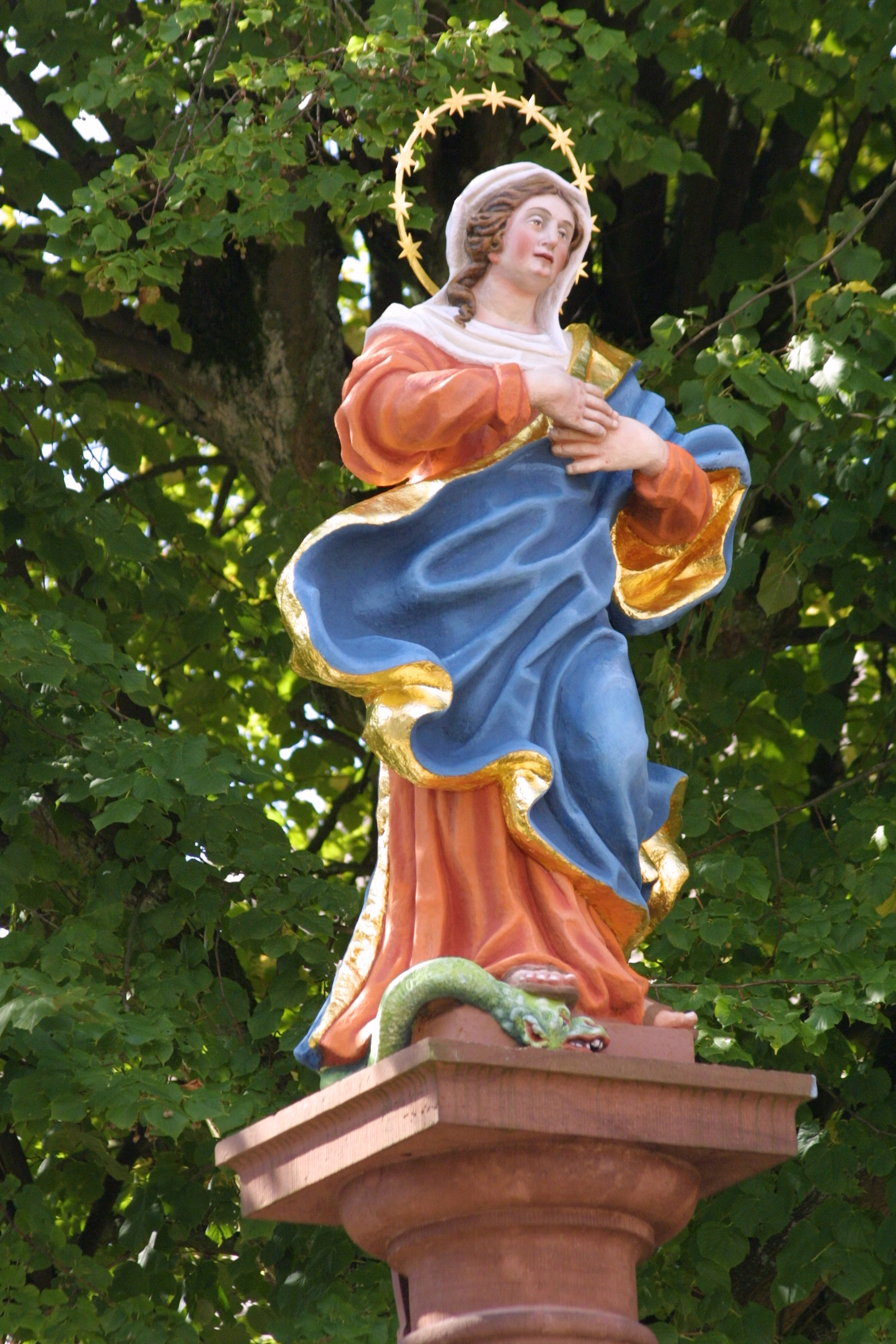
Mariensäule Mudau

- Altes Rathaus in Mudau (1434) ⊙
- Barocke Mariensäule in Mudau (1736) ⊙
- Fernmeldeturm Reisenbach ⊙
- Galgen in Mudau ⊙
- Kapelle St. Veit und St. Martin in Steinbach (1494) mit Altar aus der Riemenschneiderschule ⊙
- Katholische Pfarrkirche St. Pankratius in Mudau (Turm von 1510) ⊙
- Limes-Kastelle in Scheidental ⊙ und Schloßau ⊙ sowie Kleinkastell Seitzebuche ⊙ und Zwing ⊙
- Neugotische Pfarrkirche St. Wolfgang in Schloßau (1864) ⊙
- Odenwaldhalle in Mudau ⊙
- Riesenmühle im Ünglert ⊙
- Schloss Waldleiningen, 1828 im Windsorstil erbaut, heute als Sanatorium genutzt ⊙
- Windkraftanlagen Steinbach, Sohläcker (3 Windkraftanlagen vom Typ REpower MM92 mit 92-m-Rotordurchmesser auf 100-m-Türmen)[17] ⊙
- Zeltkirche St. Peter und Paul in Scheidental (1965) ⊙

 Ehemalige Bauwerke 

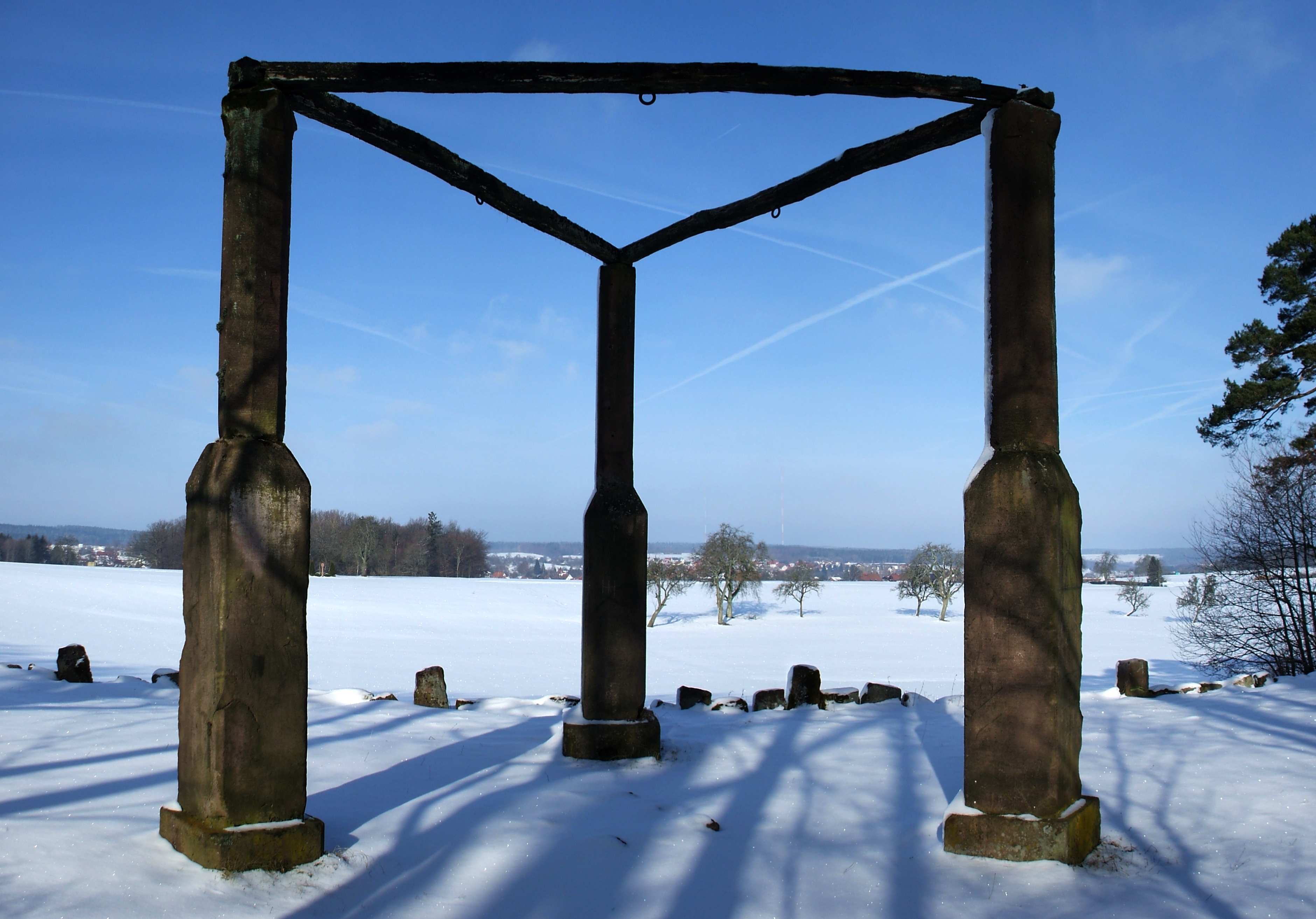
Galgen Mudau (im Hintergrund die beiden nicht mehr existierenden Sendemasten des Langwellensenders in Donebach)

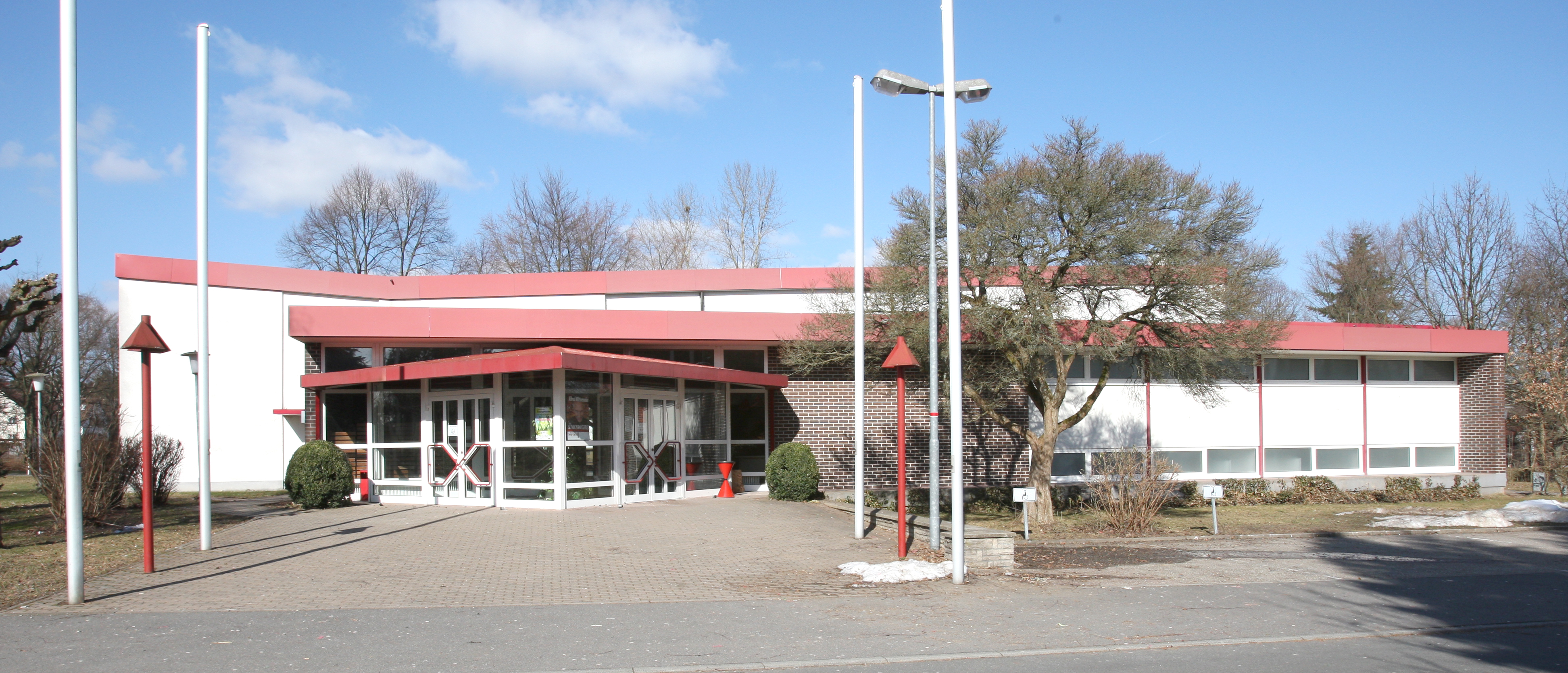
Odenwaldhalle Mudau

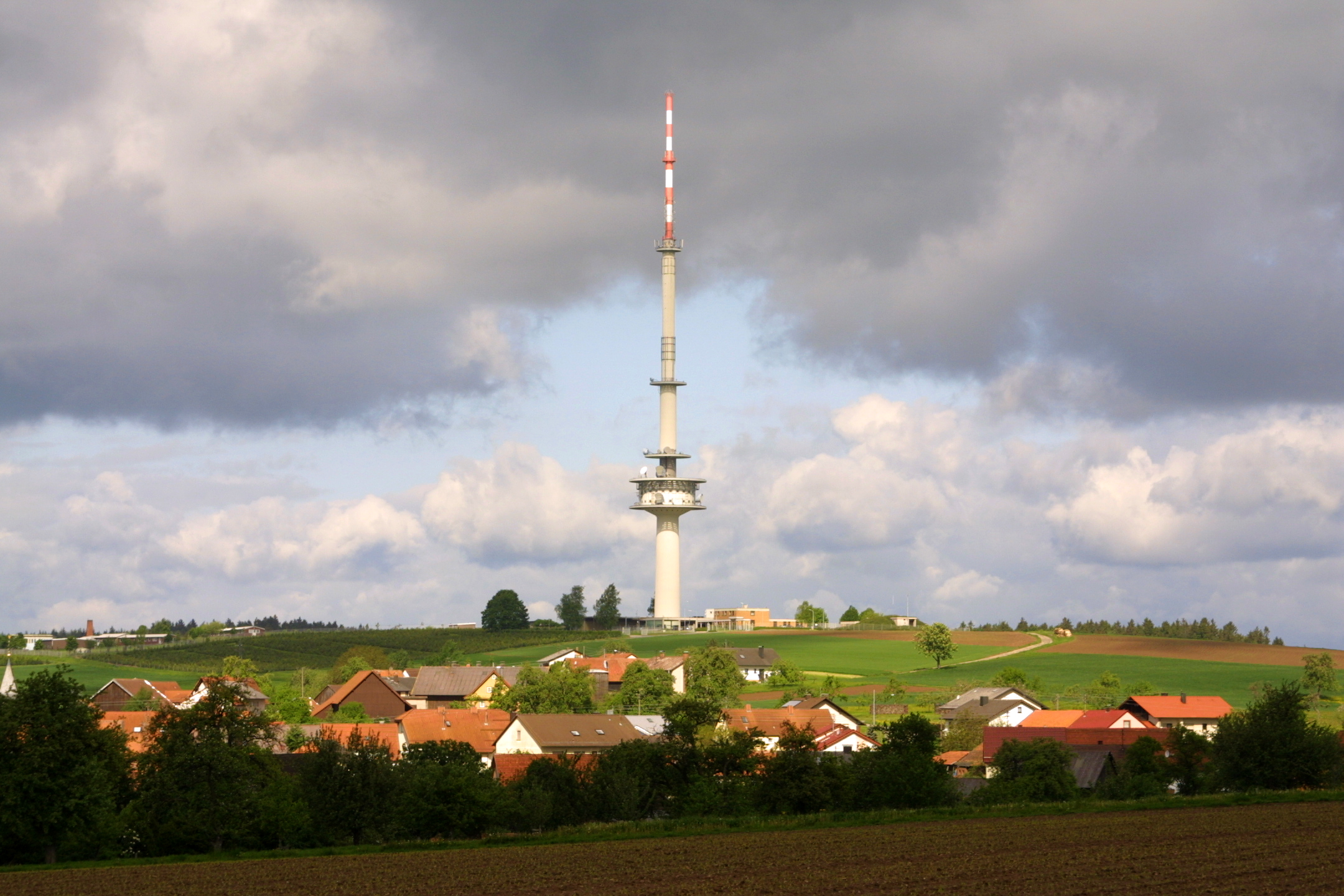
Fernmeldeturm Reisenbach

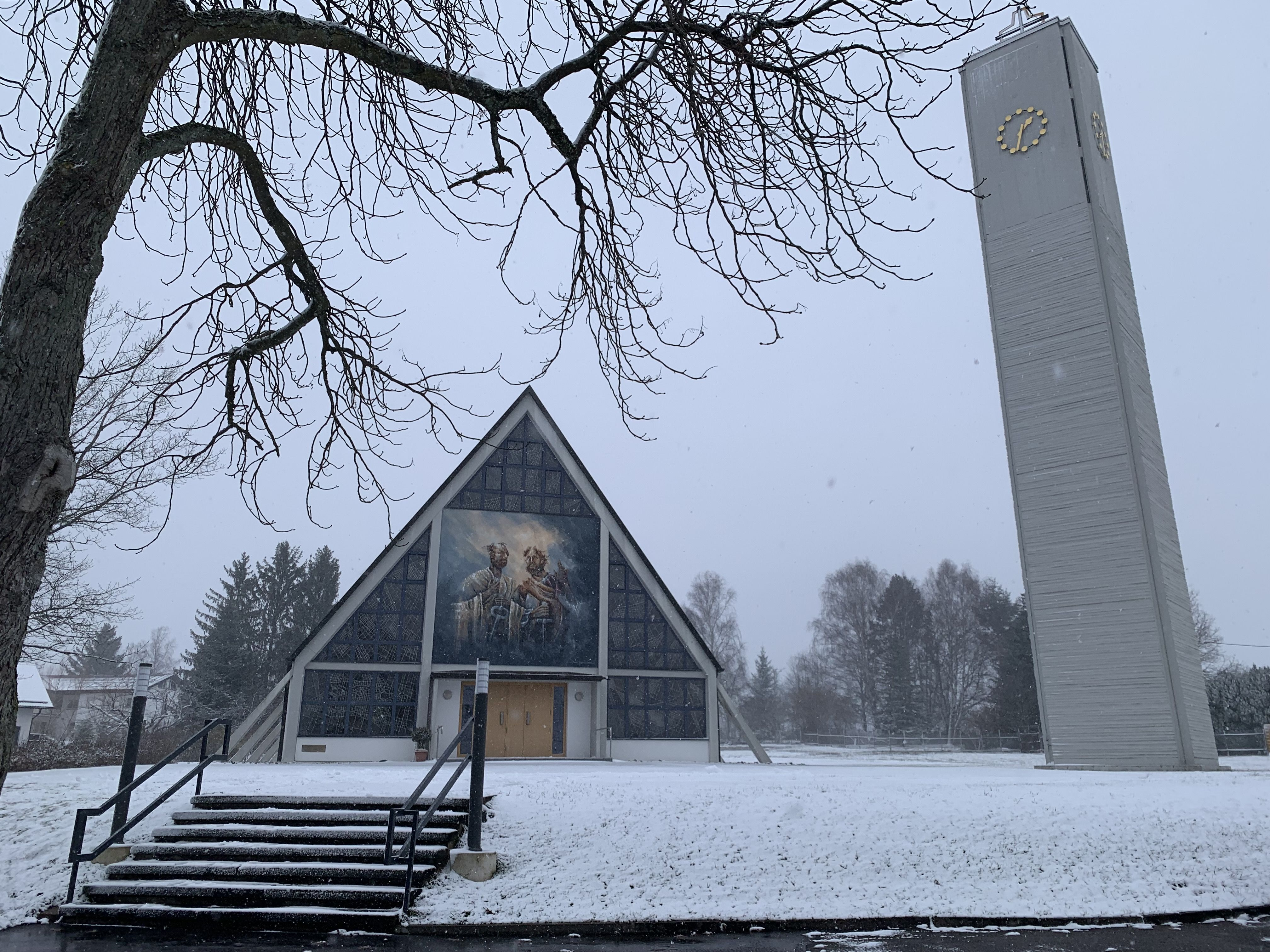
Zeltkirche St. Peter und Paul in Scheidental

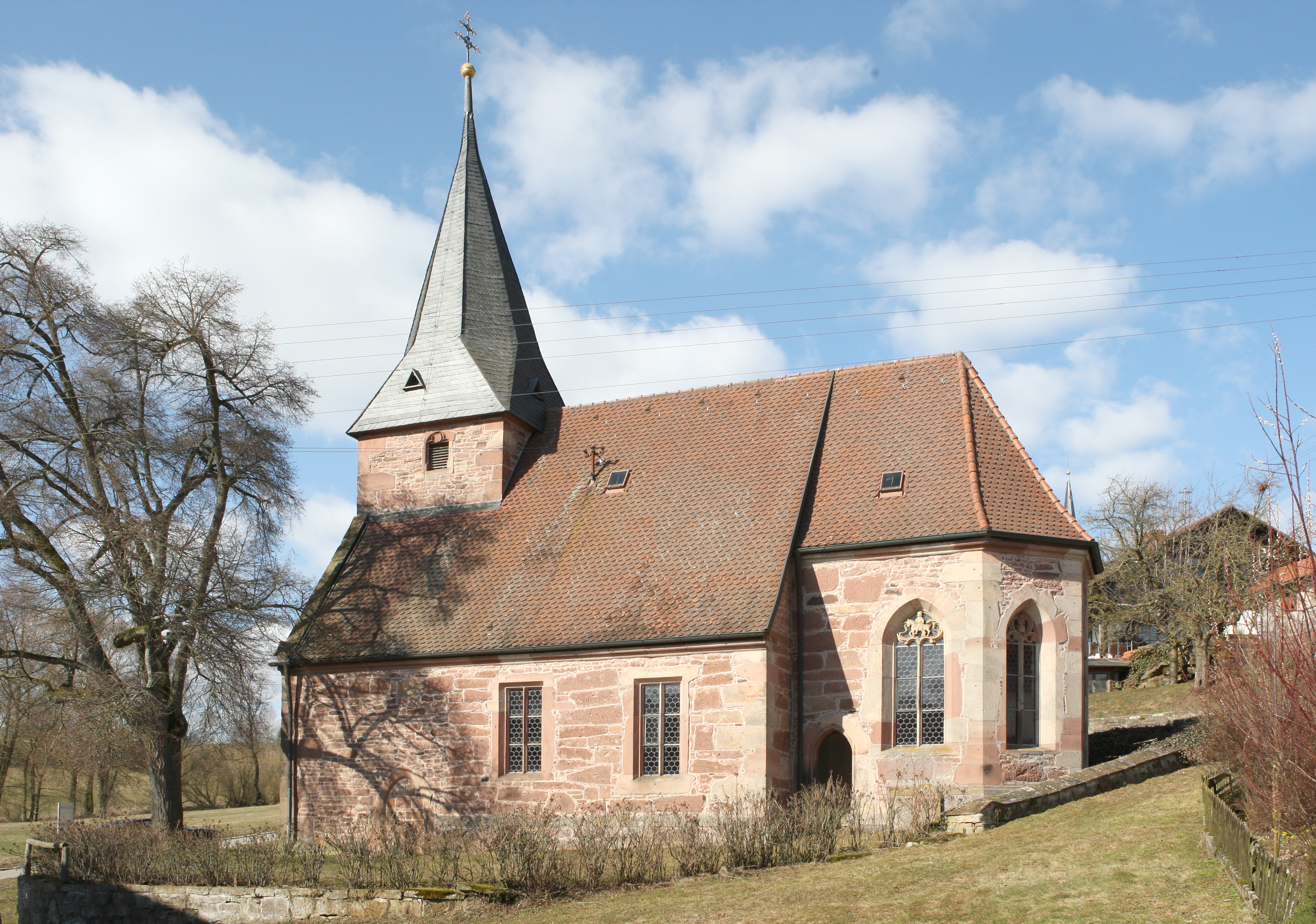
Kapelle St. Veit und St. Martin in Steinbach

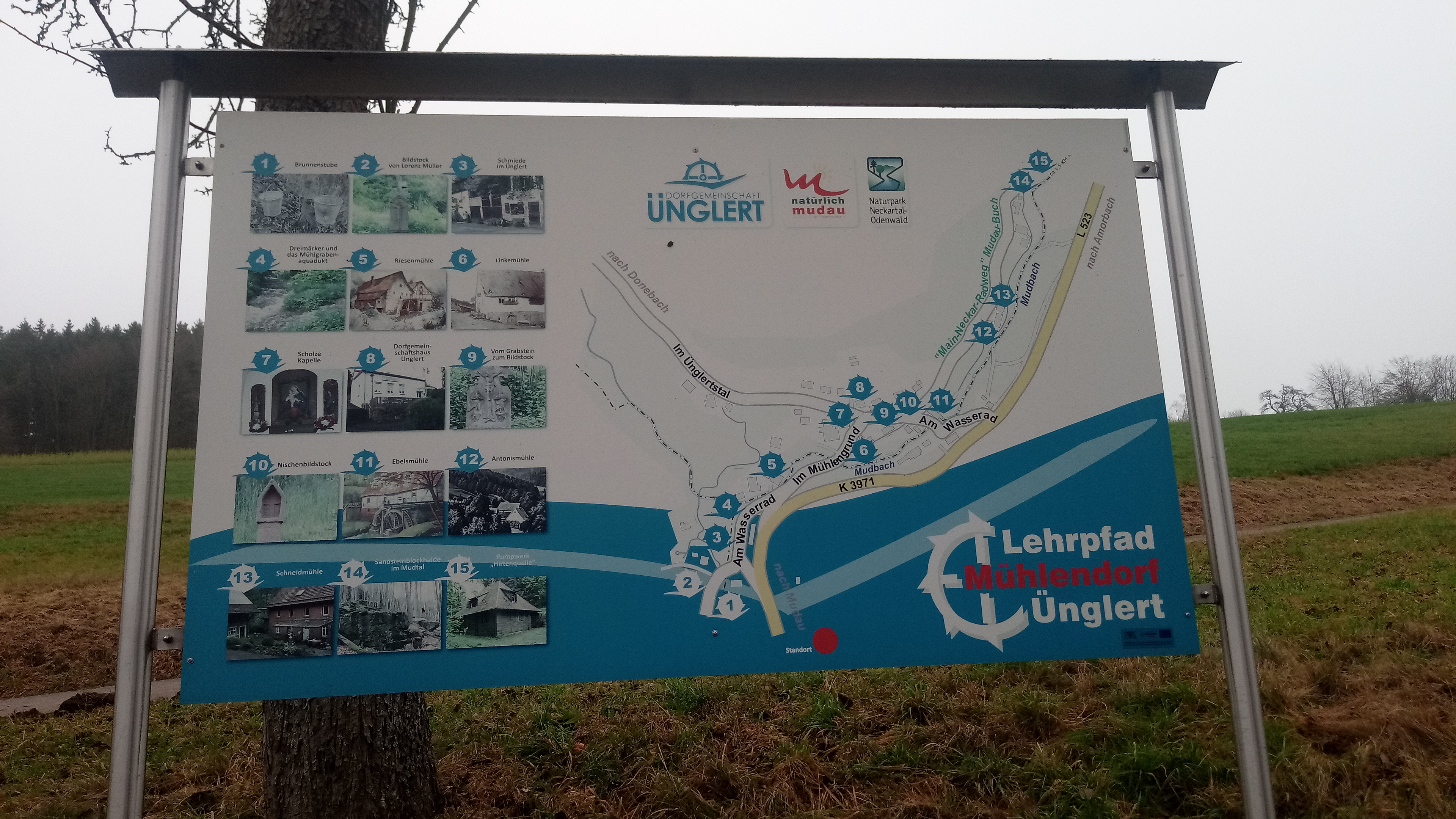
Infotafel des Lehrpfads im Mühlendorf Ünglert

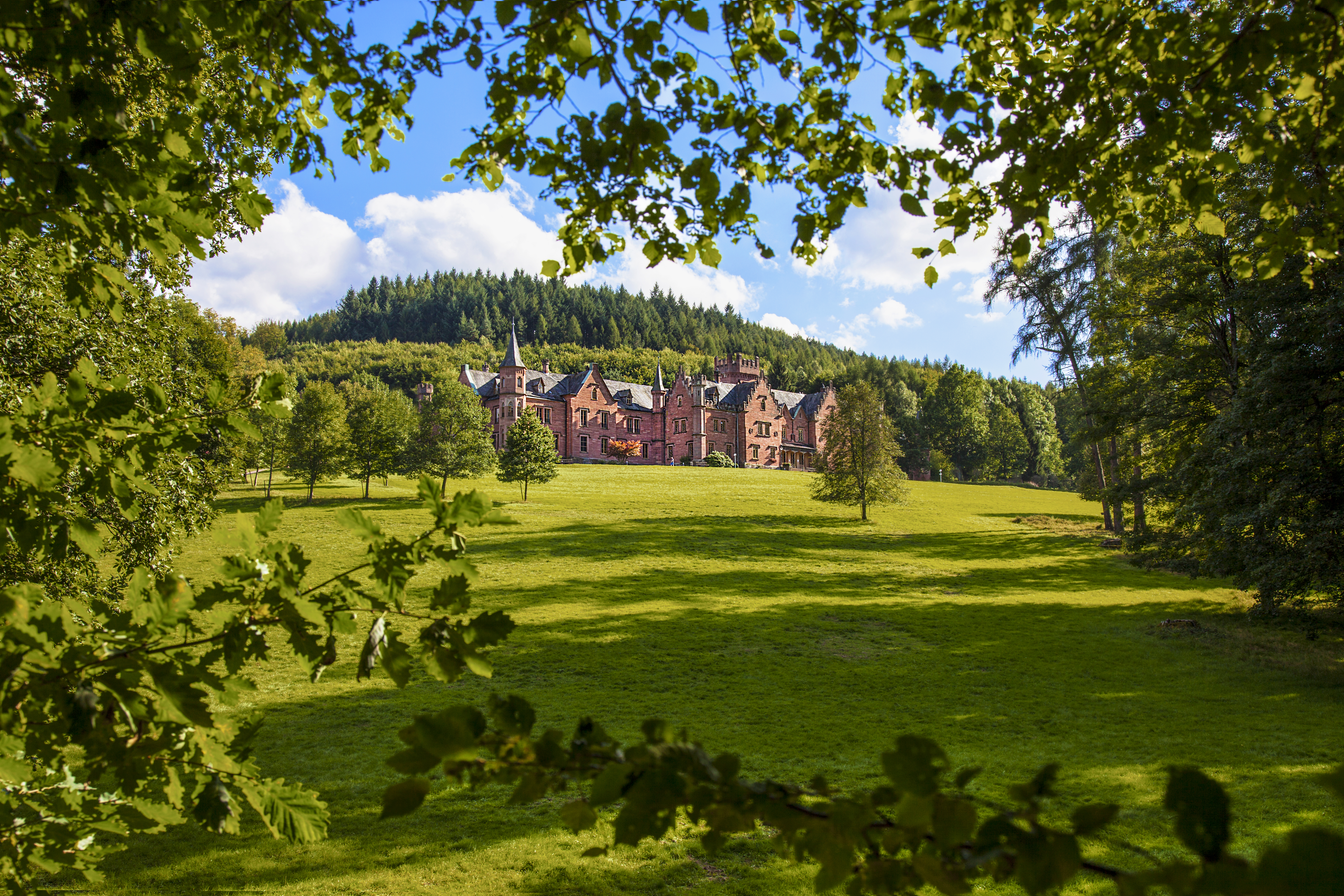
Schloß Waldleiningen

- Alter Bahnhof, an der Bahnstrecke Mosbach-Mudau, von 1905 bis 1973 ⊙
- Brauerei in Ernsttal, bis 1923[18]
- Grillplatz[19] im Neuhof in Mudau, bis 2017
- Jugendherberge Reisenbach, von 1926 bis 1987, erste Jugendherberge in Baden[20]
- Langwellensender Donebach, von 1967 bis 2018. Mit einer Höhe von 360 Metern waren diese die höchsten Sendetürme Westeuropas ⊙
- Leiningenscher Wildpark mit Jagdhaus im Dreiländereck, bis 2002
- Skipiste mit Schlepplift im Ünglert, in den 1970er und 80er Jahren
- Ziegelhütte im Neuhof in Mudau, bis Anfang des 20. Jahrhunderts ⊙

### Naturdenkmäler
- Limeswanderpfad in Schloßau mit zahlreichen Überresten des Neckar-Odenwald-Limes. Der Neckar-Odenwald-Limes führte von Bad Wimpfen am Neckar nach Norden über Neckarburken, Scheidental, Schloßau nach Wörth am Main.
- Liste der Kulturdenkmale in der Gemeinde Mudau
- „Kulturhistorischer Rundweg“ mit 19 Stationen in Mudau. Texttafeln informieren in Kurzform über die Sehenswürdigkeiten; bei der Gemeindeverwaltung ist eine Informationsbroschüre erhältlich.
- Naturschutzgebiet Klingheumatte Schloßau. Es ist eines der wenigen Naturschutzgebiete des Buntsandstein-Odenwalds, das nicht durch Wege erschlossen ist und nicht betreten werden darf.
- Frühmittelalterliche trapezförmige Sarkophage vermutlich aus dem Zeitraum 8. bis 13. Jahrhundert bei Steinbach (Fundstelle nahe der Gemarkung Hettigenbeuern in der Nähe des unteren Hollerwegs)[21][22][23]

### Theater
- Die Badische Landesbühne gastiert mehrmals im Jahr in der Odenwaldhalle.
- Die Kolpingsfamilie Mudau führt alljährlich um den Dreikönigstag ein Laientheaterstück auf, das „Knopfeck-Theater“ Donebach folgt im März, die „Bühneborzler Reischeboch“ im Oktober und das „Strouhbischel“-Theater in Schloßau im Dezember.

### Regelmäßige Veranstaltungen
- Deutscher Mühlentag mit Beteiligung der Riesenmühle im Ünglert
- Konzertabende im Schlosshof Waldleiningen
- Laurentiusmarkt in Mudau
- Mudau Aktiv: An ausgewählten Sonntagen mit geführten Wanderungen, Sportangeboten und kulturellen Höhepunkten zu historischen Stätten
- Odenwälder Herbstlauf in Mudau
- Schlittenhundewagenrennen in Reisenbach
- Weihnachtsmärkte in Mudau und Steinbach

## Persönlichkeiten

### Ehrenbürger
Ehrenbürger der Gemeinde Mudau 

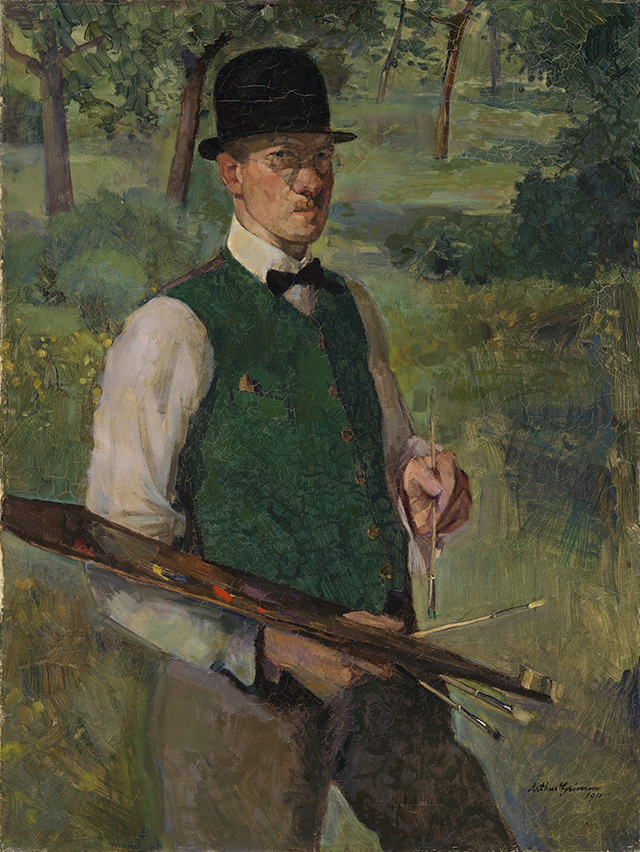
Arthur Grimm (Selbstbildnis) – Ehrenbürger von Mudau

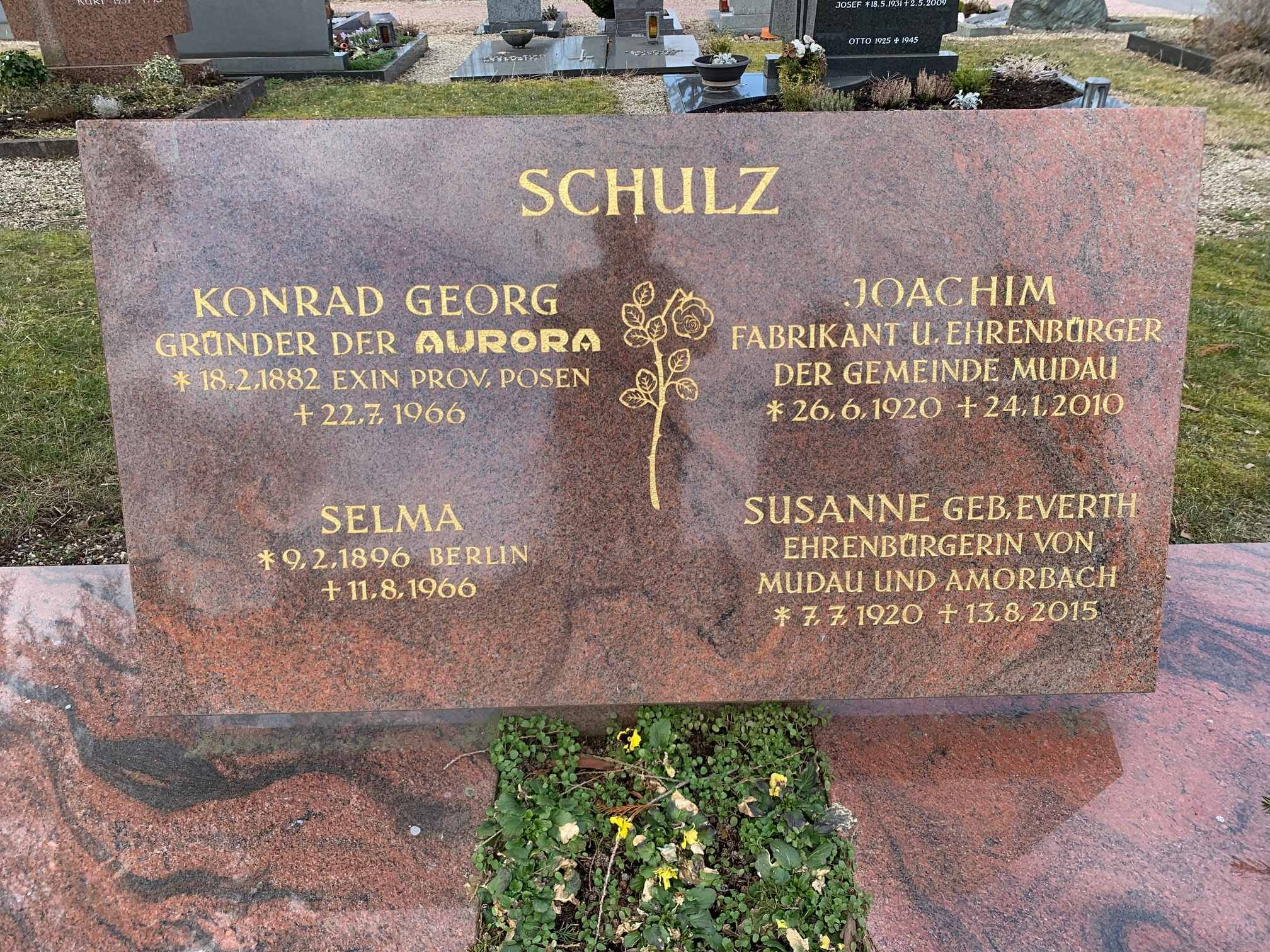
Grabstätte der Ehrenbürger Susanne und Joachim Schulz auf dem Friedhof in Mudau

- 1976: Ernst Becksmann, Geologe und Paläontologe, * 28. Februar 1906; † 11. Mai 1986
- 1979: Erich Bucher, Bürgermeister a. D., * 9. August 1915; † 24. Februar 1994
- 1990: Joachim Schulz, Geschäftsführer, * 26. Juni 1920; † 24. Januar 2010
- 2011: Susanne Everth-Schulz, Ehefrau des Ehrenbürgers Joachim Schulz, * 7. Juli 1920, † 13. August 2015

 Ehrenbürger von Donebach 
- 1933: Wilhelm Stelz, Lehrer, * 25. September 1897; † 5. Januar 1989[24]

 Ehrenbürger von Langenelz 
- 1933: Herrmann Paßmann, Unternehmer * 21. Dezember 1873; † 9. Januar 1954

 Ehrenbürger von Mudau 
- Philipp Josef Rottermann, Kaufmannsschneider und Auswanderer, * 13. Juli 1856; † 7. Oktober 1940
- 1927: Karl Pfeiffenberger, Oberlehrer, * 4. Mai 1847; † 27. Oktober 1928
- 1934: Arthur Grimm, Maler, * 11. Februar 1883; † 23. Februar 1948
- 1943: Herrmann Paßmann, Unternehmer * 21. Dezember 1873; † 9. Januar 1954
- 1947: Franz Bingler, Erfinder der Chirurgie- und Orthopädiemechanik, * 2. Dezember 1862; † 10. Januar 1951
- 1959: Theodor Humpert, Gymnasialprofessor, Heimatforscher, * 29. Juni 1889; † 17. März 1968

 Ehrenbürger von Steinbach 
- 1952: Peter Paul Albert, Historiker, * 29. Januar 1862; † 27. November 1956

### Söhne und Töchter der Gemeinde
- 1722, 10. September: Nikolaus Hooff; † 8. Mai 1785, Maler und Bildhauer
- 1757, 1. Februar: Ignatz Englert; † 16. April 1811, Steinbildhauer
- 1784, 5. September: Lorenz Magnus von Hauck; † 29. Juli 1861, Ministerialrat im Adelsstand
- 1795, 26. September: Franz Baier; † 3. März 1861, Möbelmaler
- 1827, 15. August: Leopold Feigenbutz; † 13. August 1904, Lehrer und Heimatforscher
- 1828, 29. April: Joseph Dambach; † 12. Februar 1891; Auswanderer und einer der Gründerväter von New Ulm (Minnesota)[25]
- 1837, 23. Juni: Adolf Pfeiffer; † 5. Oktober 1902, Musiker, Komponist und Musikdirektor[26]
- 1855, 8. Mai: Hermann Breunig; † 5. November 1899. Schulprofessor und Mundartforscher[27]
- 1859, 9. November: Valentin Friedel; † 10. Oktober 1932. Landwirt, Bürgermeister von Waldauerbach und Landtagsabgeordneter der Republik Baden
- 1875, 21. Januar: Adolf Eiermann; † 1. März 1973. Professor am Lehrerseminar, Autor[28]
- 1880, 23. Januar, Wilhelm Langer; † 15. Februar 1970, Fußballspieler
- 1888, 13. Oktober, Kurt Bingler; † 22. Januar 1972, Generalstabsarzt
- 1892, 20. Januar: Theodor Schöllig; † Juli 1980, Odenwaldmaler
- 1907, 26. Oktober: Wilhelm Trunk; † 1996; Landwirt und Heimatdichter[29][30]
- 1911, 30. September: Karl Juch; † 1994, Lehrer und Maler
- 1920, 6. Oktober: Theodor Bingler; † 2. Mai 2004, Priester und Professor der kath. Theologie und Religionspädagogik[31]
- 1930, 18. Juli: Heinrich Reichold; † 2. Oktober 1979, Gewerkschafter und Politiker (CSU), Mitglied des Deutschen Bundestages
- 1937: Bruno Trunk; † 13. August 2013, Lehrer und Altertumsforscher[32][33]
- 1951, 12. November; Martin Schäfer, Politiker (SPD), Mitglied der Hamburgischen Bürgerschaft
- 1951, Erwin Schwing, Bauingenieur und emeritierter Hochschulprofessor
- 1958, 7. Juni: Bernhard Volk; Ehrenbürger und ehemaliger Bürgermeister von Orsingen-Nenzingen[34]
- 1959, 29. Dezember; Claus Plattek, Fußballspieler, deutscher Fußball-Amateurmeister 1983 mit dem FC 08 Homburg
- 1961: Norbert Podschlapp, ehemaliger Sprecher des Koordinierungsrats von Aldi Süd[35]
- 1964: Hermann T. Dambach, ehemaliger Aufsichtsratsvorsitzender Deutsche Wohnen, DO Deutsche Office und Alstria Office (Stellvertreter) sowie Geschäftsführer Deutschland Oaketree Capital[36]
- 1964, 11. Februar; German Scholl, Fußballspieler, deutscher Fußball-Amateurmeister 1993 mit dem SV Sandhausen[37]
- 1965, 17. März: Siegfried Brenneis; Bäcker, Buchautor, ehemaliger Kapitän der Bäckernationalmannschaft und Backweltmeister 2008[38][39]
- 1969: Markus Rechner; deutscher Meister im Schlittenhunderennen 2017[40]
- 1974, 16. Februar: Christian Breunig; Politikwissenschaftler
- 1984, 5. Juli: Eva Rösken, geb. Friedel; Europa- und Weltmeisterin im Sportschießen, Olympiateilnehmerin
- 1989, 26. August: Florian Rechner, Fußballspieler, ehemaliger U16-Nationalspieler[41]
- 1993: Christian Trunk, Triathlet, Vize-Europameister Duathlon 2017[42]

### Persönlichkeiten, die in der Gemeinde Mudau wirken oder gewirkt haben
alphabetisch geordnet 

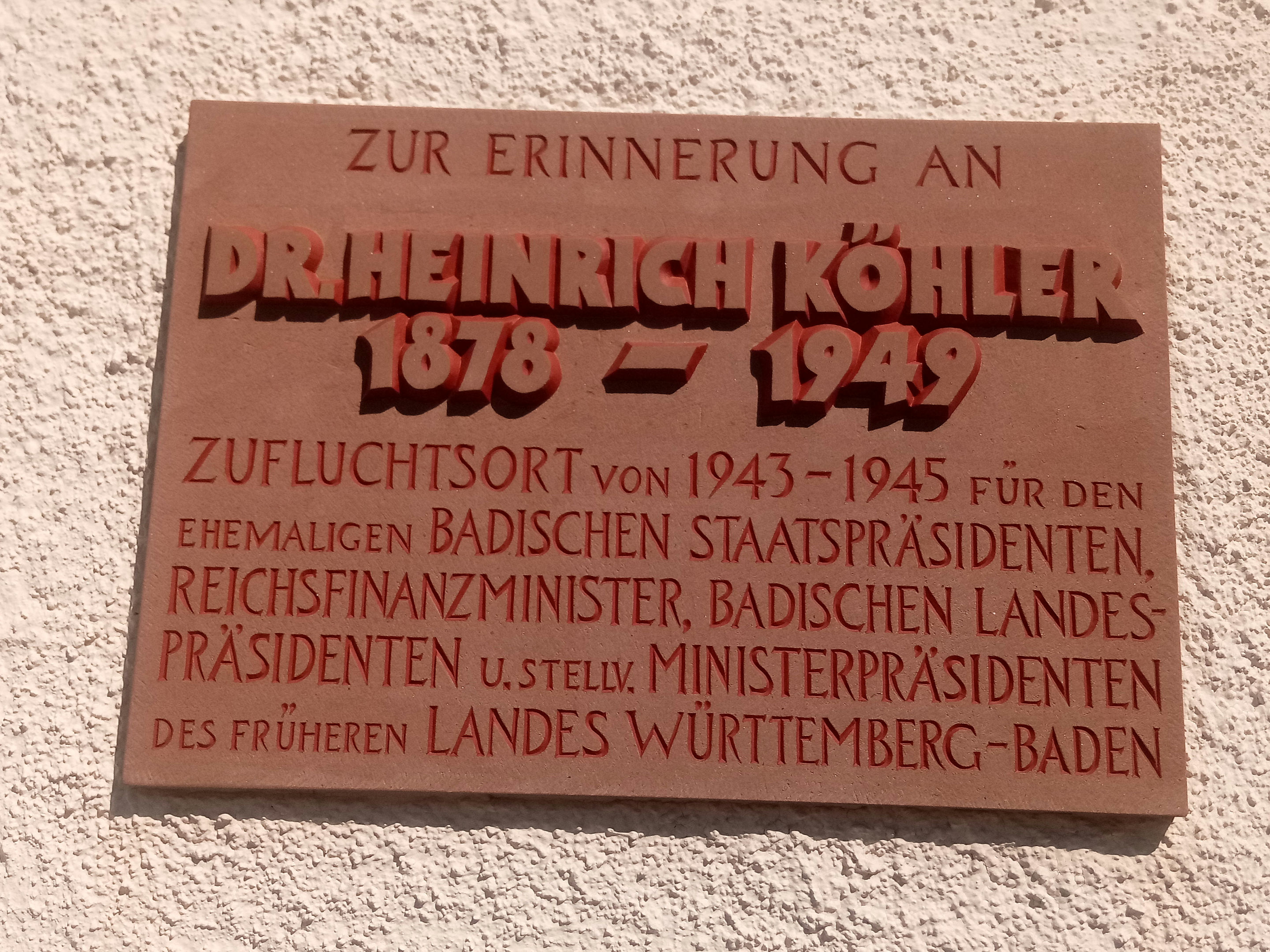
Dr.-Heinrich-Köhler-Gedenktafel in der Langenelzer Straße 25 in Mudau

- Anton Spies, Pfarrvikar, wirkte 1938 als Kaplan in Mudau, starb am 19. April 1945 an Typhus im KZ Dachau[43]
- Danny Galm, Fußballspieler und Trainer, lebt in Mudau
- Emich zu Leiningen, 5. Fürst zu Leiningen, verstarb beim Ansitzen auf der Jagd bei Schloßau
- Feodora zu Leiningen, geb. zu Hohenlohe-Langenburg, Ehefrau des 5. Fürsten zu Leiningen, verstarb auf Schloss Waldleiningen
- Franz Wallischeck, Maler, war mit den Ausmalungen 1897/98 in der Pfarrkirche St. Pankratius in Mudau betraut
- Hans Slama, Ingenieur, Heimatforscher und Träger der Heimatmedaille des Landes Baden-Württemberg (2011)
- Hans von Gochsheim, im 15. Jahrhundert vermutlich Zentgraf zu Mudau, Schreiber und Illustrator einer Geschichte zu einem Braunschweiger Herzog
- Heinrich Köhler, ehemaliger Reichsfinanzminister, lebte von 1943 bis 1945 in der Pension Link in der Langenelzer Straße 25 in Mudau, wo er und seine Frau Elsa zwei Zimmer bewohnten[44]
- Isolde Hauser, Physikerin, lebte 1945 in Mudau und arbeitete in der dortigen Außenstelle des Kaiser-Wilhelm-/Max-Planck-Instituts[45]
- Jakob Josef Hoffmann, Lehrer und Volkskundler, lebte von 1877 bis 1883 in Reisenbach[46]
- Karl Schumacher, Prähistoriker und Archäologe, leitete um 1900 die Grabungen am Kastell Schloßau[47]
- Karl zu Leiningen, Politiker, 3. Fürst zu Leiningen und Halbbruder der britischen Königin Victoria, verstarb auf Schloss Waldleiningen
- Marie Amalie von Baden, Ehefrau des 4. Fürsten zu Leiningen Ernst zu Leiningen, verstarb auf Schloss Waldleiningen[48]
- Peter Baumbusch, Lehrer und Träger des Ludwig-Marum-Preises (1994), verstarb in Steinbach[49]
- Rainer Boller, Psychologe und Musiktherapeut, Mitbegründer des Deutschen Zentrums für Musiktherapie (Heidelberger Institut für Musiktherapieforschung), Professor an der SRH Hochschule Heidelberg,[50] lebte seit 1973 in Mudau
- Walther Ludwig, Sänger, Mediziner, Professor, wirkte ab 1972 als Arzt in der Klinik für Psychosomatik im Schloss Waldleiningen[51]

## Besonderes
nach Jahreszahlen geordnet 
- Aus dem „Pfarrbuch zu Mudauw“ von Pfarrer Honorius Schmiech geht hervor, dass im Jahre 1730 erstmals die Kartoffel in Mudau angepflanzt wurde.
- Nach Genehmigung durch den Kurfürsten wurde 1788 in Mudau die erste Bierbrauerei (durch Anton Kieser) errichtet.
- Von 1842 bis 1959 gab es in Mudau die einzige badische Klenganstalt (oder: Forstsamendarre). Die Firma von Johann Michael Link diente den badischen Forstämtern zur Versorgung mit Nadelholz- und Laubholzsamen.
- Ab 1904 hatte Mudau mit dem Mudauer Volksbote und ab 1925 mit dem Mudauer Volksblatt zwei Zeitungen (bis 1935). Beide standen dem Zentrum nahe.
- In Heinrich Hansjakobs „Sommerfahrten“ von 1910 berichtet der Autor von einem kurzen Aufenthalt in Mudau und seinen Begegnungen.
- Ab dem Jahr 1921 belieferte das Badenwerk das Kreisgebiet mit elektrischem Strom und die Ortsnetze wurden zugeschaltet. Einzig der Reisenbacher Grund musste bis 1956/57 warten und war auf Petroleumlampen angewiesen.
- In seinen Lebenserinnerungen beschreibt Heinrich Köhler 1945 das Ende des Zweiten Weltkrieges mit dem Einzug der Amerikaner und die ersten Wochen der Besatzungszeit in Mudau detailliert. Wie er den Einmarsch just im ehemaligen Parteihaus der Nazis, dem Hotel Engel, miterlebte und wie sich Wochen danach im Zuge der Entnazifizierung herausstellte, dass insgesamt 82 Mudauer Bürger in der NSDAP Mitglied waren.
- In den 1960er- und 1970er-Jahren gab es Planungen die Bundesautobahn 45 als „Odenwald-Neckar-Alb-Autobahn“ (ONAA) südlich über die A 3 hinaus über Schloßau und Reisenbach bis zur A 8 bei Holzmaden zu verlängern[52], was jedoch im Jahr 1979 durch die baden-württembergische Landesregierung aus ökologischen Gründen offiziell wieder aufgegeben wurde.
- 2007 wurden in einem ehemaligen Steinbruch im Ünglert mehrere 240 Millionen Jahre alte Chirotherien-Fährten entdeckt, womit diese die bislang ältesten gefundenen Saurierfährten im Odenwald sind.[53]
- Die Gemeinde Mudau wird von der gemeinnützigen Joachim & Susanne Schulz Stiftung unterstützt. Das primäre Ziel der im Jahr 2010 gegründeten Stiftung ist die Stärkung des Gemeinwesens in der Region Amorbach und Mudau. Des Weiteren gibt es seit 2003 die Bürgerstiftung Mudau, Zweck dieser Stiftung ist es, das Gemeinwesen der Gemeinde Mudau zu stärken, gemeinsame bürgerschaftliche Verantwortung zu fördern und Kräfte der Innovation zu mobilisieren.[54]
- Nachdem im Jahre 1866 der letzte Wolf im Odenwald nach einer Treibjagd bei Mülben im Eberbacher Stadtwald erlegt wurde[55], wurde Ende 2020 die Rückkehr des Wolfes in Mudau nachgewiesen.[56] Im März 2021 wurde belegt, dass es sich dabei um den Wolfsrüden GW1832m handelte, der aus der Alpenpopulation oder italienischen Population zugewandert war.[57] Zum Herdenschutz von Schafen, Ziegen und Gehegewild hatte das Umweltministerium Baden-Württemberg im März 2021 das zweite Fördergebiet Wolfsprävention des Landes im Naturraum Odenwald ausgewiesen.[58] Der Odenwälder Wolfsrüde gilt seit dem 1. Mai 2022 offiziell als „abwesend“. Das baden-württembergische Umweltministerium geht davon aus, dass das Tier tot ist.

## Filme
- 1956 wurden im Ünglert einige Szenen des Kinofilms Tausend Melodien von Hans Deppe mit Martin Benrath in der Hauptrolle gedreht.[59]
- Das Portrait: Dr. Heinrich Köhler vom Zeitungsjungen zum Staatspräsidenten, SWR, 1965, ab Minute 6.30 bis 7.00 über seine Zeit in Mudau
- Vergessene Schmalspurbahnen in Baden-Württemberg von Alexander Schweitzer, SWR 2002 (von Minute 1.23 bis 8.22 wird Mudau und die Bahnstrecke Mudau-Mosbach gezeigt).
- RON-Tour in Mudau von RON-TV, 2020
- Mord an der Seitzenbuche von Larissa Anton, 2022
- Deutschrand – Stadt, Land, Kluft?! Teil 1: Der Odenwald – Ab in die Hölle, SWR, 2022. Ab Minute 18 mit einem Bericht über einen Milchbauern aus Rumpfen und ab Minute 22 über Deutschlands einzigen Kuhhirten aus Schlossau.[60]
- Über eine Steinmetzin in der Männerwelt aus Mörschenhardt, SWR; Landesschau Baden-Württemberg vom 14. Juni 2023